# Televisión digital terrestre en España
La televisión digital terrestre en España (TDT) es un servicio de interés general que consiste en transmitir la señal de televisión mediante ondas terrestres, usando tecnología digital. Esto permite una mayor oferta de canales, una mejor calidad de imagen y sonido, y la opción de acceder a servicios interactivos. Para recibir la TDT se necesita una antena UHF convencional y un televisor o receptor compatible con la tecnología digital.
Antes de 2010, la TDT se consideraba un servicio público esencial que el Estado gestionaba directa o indirectamente, mediante concesiones a particulares. Sin embargo, la Ley General de la Comunicación Audiovisual de 2010 cambió esta situación y liberalizó el servicio de radio y televisión, permitiendo que los particulares lo ofrecieran en régimen de libre competencia, aunque con ciertos límites.
El 14 de febrero de 2024 se produjo el último cambio en la TDT en España, que consistió en la obligatoriedad de emitir solo en alta definición (HD). Esto implicó una mejora en la calidad de imagen y sonido de los canales de TDT, así como la desaparición de los que no se adaptaron a la normativa. Los usuarios que tenían televisores o receptores incompatibles con HD tuvieron que actualizar sus equipos para poder seguir accediendo a la TDT. Este cambio se había aplazado debido a la crisis sanitaria de la COVID-19, pero se reanudó con la recuperación de la situación sanitaria.

## Historia

### Nacimiento de la televisión analógica
El nacimiento de la televisión terrestre en España fue el 28 de octubre de 1956, cuando comenzaron las emisiones de Televisión Española por VHF. Este inicio solo pudo verse en Madrid y en pueblos cercanos y por un bajo parque de televisores (aproximadamente 300). El tiempo de emisión era tan solo de 3 horas al día.
El 15 de febrero de 1959, coincidiendo con un partido entre el Real Madrid y el FC Barcelona, se iniciaron las emisiones de Televisión Española en Barcelona y, a comienzos de los años 1960, comenzó su extensión a las capitales de provincia.
Se calcula que, a principios de los años 1960, solo unas 50.000 familias disponían de televisor en su hogar. Por ello en 1962 se permitió la venta a plazos de televisores junto con otras iniciativas que hicieron aumentar rápidamente el número de aparatos. El ritmo fue tal que en 1964 el parque de televisores era de 1.000.000 y casi 4.000.000 en 1970.
El 1 de enero de 1965 nació el segundo canal de TVE, llamado en su momento UHF, nombre por el que se le conoció al hacer sus emisiones por la banda UHF. Igual que el primer canal, solo emitía 3 horas al día restringidas a Madrid y, en un año, ampliadas a otros puntos como Barcelona.
En los años 1970 llegó la televisión en color, si bien los ciudadanos tardaron tiempo en disfrutar de la señal en color al haber un gran parque de televisores en blanco y negro.
Con la muerte de Franco comenzó la apertura de la televisión española. Entraron nuevos contenidos, anteriormente censurados por la dictadura, y en TVE-2 (UHF) comienzan las desconexiones territoriales, especialmente en Cataluña. Fue además la época donde se terminó la implantación en todo el país de ambas señales de TVE.

### Ley del Tercer Canal de Televisión
El Gobierno de Felipe González aprobó en 1983 la Ley del Tercer Canal de Televisión para la puesta en funcionamiento de un tercer canal de televisión de titularidad estatal y para otorgarlo, en régimen de concesión, en el ámbito territorial de cada comunidad autónoma, apoyándose en los Estatutos de Autonomía y el Estatuto de la Radio y la Televisión Española.
En principio, esta ley tenía como objetivo la creación de un tercer canal de Televisión Española con desconexiones para cada comunidad, al estilo del canal público francés FR3 y del italiano Rai 3, pero los gobiernos autonómicos lograron adelantarse y romper así en parte el monopolio que tenía TVE.
Las comunidades autónomas debían solicitar al Gobierno la concesión, intransferible, de la gestión directa del tercer canal. Este debía regirse por los mismos principios que los canales generalistas de TVE, se emitiría en cualquier horario por ondas hertzianas, el Estado proporcionaba su infraestructura a cambio de un canon y se gestionaba mediante una sociedad anónima con capital público. Se podían establecer convenios sobre conexiones de las emisiones entre las diferentes cadenas, sobre la recepción de los servicios internacionales de noticias y transmisiones y para el intercambio de programas y de servicios.
Al amparo de esta ley se crearon los canales autonómicos de primera generación. Fueron en 1982 ETB1 en el País Vasco y en 1983 TV3 en Cataluña las primeras, anteriores a esa ley, pero que las legalizó. En 1985 apareció TVG en Galicia, en 1989 Canal Sur, TM3 de la Comunidad de Madrid (Telemadrid actualmente) y Canal Nou de la Comunidad Valenciana. Ese año se creó entre estas televisiones la Federación de Organismos de Radio y Televisión Autonómicos (FORTA) para la compra de contenidos de manera conjunta.

### Ley de Televisión Privada
En 1988, el Gobierno de Felipe González aprobó una ley audiovisual, denominada Ley de Televisión Privada, que regulaba la gestión indirecta del servicio público esencial de la televisión, cuya titularidad corresponde al Estado español. Esta ley establecía la cobertura, las emisiones, los topes de publicidad y sus limitaciones.
El 25 de agosto de 1989 el Gobierno entregó las licencias de emisión a las empresas Antena 3 de Televisión (actualmente Atresmedia), que emitió el canal Antena 3; Gestevisión Telecinco (actualmente Mediaset España), que creó el canal Telecinco, y Sogecable (actualmente Prisa TV), que recibió una licencia para un canal de pago, que fue Canal+.

### Nacimiento de la TDT y Quiero TV
En 1999 el gobierno de José María Aznar puso en funcionamiento la televisión digital terrestre (TDT) en España y otorgó una licencia de emisión a cada una de las cadenas actuales, públicas y privadas. También otorgó tres múltiplex y medio para canales para el lanzamiento de una plataforma comercial. Esta fue la empresa Onda Digital, que comenzó sus pruebas el 15 de noviembre y sus emisiones oficiales el 5 de mayo de 2000 con el nombre de Quiero TV.
Además de estas acciones, el gobierno sacó a concurso dos nuevas concesiones exclusivamente digitales, que recayeron en Veo Televisión S.A. y en Sociedad Gestora de Televisión Net TV.
También se otorgó a cada comunidad autónoma un múltiplex para sus canales públicos y posibles concesiones privadas. Televisión de Cataluña obtuvo la gestión completa del múltiplex catalán y fue la pionera en esta emisión con TV3 y El 33. Del mismo modo, Telemadrid obtuvo medio múltiplex y la Comunidad de Madrid lanzó un concurso público en el que resultaron concesionarias Onda 6 y Quiero TV para su emisión en abierto.
El 30 de junio de 2002 Quiero TV, que no logró alcanzar la rentabilidad esperada, cesó sus emisiones y dejó vacíos sus espacios concedidos en la TDT, que quedaron hasta 2005 con las emisiones en simulcast (emisión simultánea de la misma programación que el canal analógico) de todas las cadenas de ámbito estatal (La 1, La 2, Antena 3, Telecinco y Canal+), si bien con las ventajas en calidad inherentes a la tecnología digital, y las emisiones de Net TV, que emitía los contenidos de su distribuidora local Punto TV, y Veo Televisión, que emitía los contenidos de Expansión TV más las emisiones de TV3 y Telemadrid en Cataluña y la Comunidad de Madrid, respectivamente.

### Plan Técnico Nacional de Televisión Digital Terrestre
A principios de 2005, el Gobierno de José Luis Rodríguez Zapatero comenzó a elaborar un nuevo Plan Técnico Nacional de la Televisión Digital Terrestre para impulsar esta tecnología en un mercado televisivo donde las emisoras de televisión digital por satélite (reducidas a Canal Satélite Digital más tarde Digital+, tras la fusión con su única competidora, Vía Digital, que posteriormente pasó a ser Canal+ y finalmente volvió a manos de Telefónica como Movistar+) y las redes de cable copaban el mercado de la televisión digital. La base instalada de receptores de TDT se estimaba en unas decenas de miles, la mayoría de ellos los que distribuyó Quiero TV durante sus apenas dos años de existencia.
En el consejo de ministros del 29 de julio de 2005 el Gobierno aprobó el nuevo Plan Técnico Nacional de la Televisión Digital Terrestre y el Reglamento para la prestación del servicio de TDT. Entre las medidas que contiene el plan se pueden destacar el adelanto del apagón analógico desde 2008 al 3 de abril de 2010 (momento a partir del cual todas las emisiones de televisión terrestres comenzaron a realizarse mediante técnicas digitales), y el aumento en el número de emisoras de la TDT durante el periodo transitorio desde el inicio de la TDT hasta el apagón analógico. Esto se hizo reutilizando las frecuencias libres tras la quiebra de Quiero TV y reorganizando las analógicas que quedaron libres, lo que según los casos pudo permitir la presencia de un segundo múltiplex digital de ámbito autonómico, y la de emisiones de tipo DVB-H orientadas a la recepción en dispositivos móviles. Según la Ley General de la Comunicación Audiovisual, este repartimiento se realizaría, como fecha límite, en 2015. Así, el 30 de marzo de 2010 se realizó el apagón analógico en toda España, excepto en varios municipios que tuvieron que esperar al 2 de abril (fecha adelantada un día: del 3 al 2 de abril) para dar el adiós definitivo a la era analógica.
Durante el periodo transitorio hasta el apagón analógico, el operador público recibió un múltiplex completo y un canal digital en otro. Cada una de las emisoras privadas de ámbito nacional mantuvieron su canal digital, igual que SGT Net TV y Veo Televisión S.A.. En ambos casos podían optar a la concesión de nuevos canales si cumplían los requisitos que se establecieron en el Plan y sus propuestas fueron aceptadas.
Tras el apagón analógico el operador público RTVE recibió dos múltiplex completos y cada una de las emisoras privadas la capacidad equivalente a un múltiplex completo, mientras que cada comunidad autónoma tenía la posibilidad de gestionar dos múltiplex completos en su ámbito geográfico.
Otros hechos destacados que contenía el Plan fueron los siguientes:
- La obligación de emitir un máximo de 4 canales televisivos por cada múltiplex, aun en el caso de que las mejoras tecnológicas permitiera aumentar el número de canales televisivos por cada múltiplex.
- El derecho a disponer recursos de espectro adicional para difundir con tecnología HD uno de los canales SD.
- La limitación al 20% de la capacidad máxima del múltiplex de la ocupación del mismo en transmisión de contenidos distintos a la propia TV, como pueden ser aplicaciones interactivas, datos o actualizaciones de software para los receptores.
- Para los nuevos canales digitales que se puedan solicitar por parte de los actuales operadores, el compromiso de divulgar la TDT entre sus audiencias, emitir contenidos novedosos distintos a los emitidos en analógico, emisión de contenidos en diversos idiomas y con subtítulos, el desarrollo de servicios interactivos, etc.
- Obligación de aumentar la cobertura territorial y de población alcanzada por las señales de la TDT para todos los operadores, tanto públicos como privados. La extensión de cobertura TDT a la población se llevó a cabo en 6 fases:
  - Fase I: 80% antes del 31/12/2005
  - Fase II: 85% antes del 31/07/2007
  - Fase III: 88% antes del 31/07/2008
  - Fase IV: 90% antes del 31/12/2008
  - Fase V: 93 % antes del 31/07/2009
  - Fase VI: 98% para operadores públicos y 96% para privados antes del 02/04/2010

El plan nacional de transición a la televisión digital terrestre asigna las frecuencias de los canales según territorio:
- 830 a 862 MHz (Canales 66 a 69): Red de frecuencia única de ámbito nacional: estas frecuencias están destinadas a albergar canales que operan en todo el país, sin realizar desconexiones territoriales entre comunidades autónomas.
- 758 a 830 MHz (Canales 57 a 65): Red global de cobertura nacional: esta red está formada por redes de frecuencia única de ámbito autonómico, por lo que ofrece la capacidad de efectuar desconexiones territoriales entre comunidades autónomas.
- Redes multifrecuencia de ámbito autonómico: estas frecuencia albergarán canales de televisión autonómicos con capacidad para efectuar desconexiones territoriales de ámbito provincial.
- 470 a 758 MHz (Canales 21 a 56): Red multifrecuencia y de transmisor único de cobertura local: estas redes serán utilizadas por las televisiones locales que obtengan licencias en las respectivas demarcaciones. Actualmente hay habilitadas también emisiones de ámbito insular que cubren cada una de las islas que forman los archipiélagos canario y balear.

### Cuatro, La Sexta y las autonómicas de nueva generación
El gobierno de José Luis Rodríguez Zapatero, cumpliendo con las normativas previstas y el relanzamiento de la TDT, permitió a Prisa TV, propietaria de Canal+, abrir sin límite de tiempo su canal codificado, provocando la desaparición de esta cadena, que pasó a emitir en exclusiva en Digital+ y comenzó a emitir Cuatro, plenamente en abierto.
Además, este gobierno lanzó a concurso público una nueva licencia de televisión, que incluía emisión analógica en parte del territorio español hasta el apagón analógico, así como un múltiplex en TDT que, hasta el apagón y de manera provisional, solo podrían emitirse 2 señales.
A este concurso se presentaron Blas Herrero, dueño de Kiss FM y Gestora de Inversiones Audiovisuales La Sexta, un conglomerado de productoras españolas junto a Televisa. También se quisieron presentar al concurso Veo Televisión S.A. y SGT Net TV alegando que también querían emitir en analógico para relanzar su canal, pero el gobierno desoyó estas peticiones, impidiéndoles acudir al concurso, al ya disponer de una licencia nacional.
El 25 de noviembre de 2005, después de declararse inválida la oferta de Blas Herrero, es adjudicada a Gestora de Inversiones Audiovisuales La Sexta la licencia. Esta empresa da inicio el 20 de febrero de 2006 al canal La Sexta en pruebas, tanto en analógico como en digital, iniciado de manera oficial las emisiones el 27 de marzo de 2006. Tiempo después, Telehit (de Televisa), daría comienzo en exclusiva en digital a través del segundo canal concedido, de manera provisional, hasta el nacimiento de Hogar 10.
También, con la llegada de la TDT a España, y de las concesiones autonómicas, nace una nueva generación de canales autonómicos públicos. Ya en el 2000 los gobiernos de Castilla-La Mancha, Canarias y Ceuta, lanzaron sus canales, naciendo entonces Televisión Canaria, Castilla-La Mancha Televisión y TV Ceuta respectivamente, pero fue en 2005 el gran boom de estas cadenas, naciendo hasta 6 cadenas, en el mismo año. Estas fueron IB3 en las Islas Baleares, Aragón Televisión en Aragón, TPA en Asturias, La 7 (Región de Murcia) en la Región de Murcia y Canal Extremadura Televisión en Extremadura, a las que se sumaría en 2008, la televisión de la ciudad autónoma de Melilla, TV Melilla.
Además de estas cadenas públicas, los repartos de licencias digitales, trajeron consigo la primera generación de cadenas autonómicas privadas, algunas de ellas, eran locales anteriormente y otras de nueva generación. A las ya concedidas licencias privadas de la Comunidad de Madrid a Onda 6 y Quiero TV, se le sumó Cataluña, en 2005, con la concesión a Emissions Digitals de Catalunya, propietaria de la local CityTV, de un mux completo. Posteriormente pasaría esta a llamarse 8tv. Posteriormente se sumaron la mayoría de autonomías (salvo Aragón y País Vasco) concediendo licencias para un solo canal, o incluso para dos como Navarra y La Rioja.
Por su parte Castilla y León decidió un sistema mixto para su televisión autonómica, concediendo a una empresa privada su emisión subvencionada de manera importante por el gobierno autonómico a cambio de cumplir ciertas emisiones de servicio público. Con esta fórmula nació en 2009, CyLTV.

### Relanzamiento y promoción de la TDT
El 30 de noviembre de 2005, se inicia el relanzamiento de la TDT en España. Este relanzamiento trae varios nuevos canales de los operadores.
TVE decide abrir las señales de algunos de sus canales temáticos, y acompañando a La 1 y La 2, incluye el Canal 24 horas, Teledeporte y un nuevo canal en substitución de Canal Nostalgia, el canal Clan TVE/TVE-50.
Antena 3 de Televisión, además de Antena 3, creó los canales Antena.Neox y Antena.Nova, Prisa TV incluyó, junto a Cuatro, los canales hasta entonces de pago CNN+ y 40 Latino, Veo Televisión S.A. lanzó su cadena principal Veo, dejando Intereconomía TV (sustituta meses antes de Expansión TV) para el canal llamado Veo 2, que meses después pasó a ser SET en VEO y más tarde Sony TV en Veo (finalmente Sony TV) y SGT Net TV, mantuvo Net TV y lanzó Fly Music. Poco después se sumó Gestora de Inversiones Audiovisuales La Sexta con La Sexta y Telehit sustituido más tarde por Hogar 10. Gestevisión Telecinco creó Telecinco Sport y Telecinco Estrellas además de incluir a Telecinco en la oferta.
Tras este relanzamiento, desde el gobierno y las cadenas se crearon diversos organismos para promover entre la población la adaptación a tiempo a la TDT antes del apagón analógico.
El Plan Avanza llevó a cabo actuaciones de digitalización de emisores no incluidos en los planes de despliegue asumidos por los radiodifusores, garantizando la recepción de la TDT en la mayor cantidad posible de núcleos de población, que junto con las subvenciones dirigidas a usuarios para la compra de decodificadores y la adaptación de antenas colectivas, así como nuevas leyes desde el Ministerio de Sanidad y Consumo que obligaban a los comerciantes a advertir sobre los televisores no adaptados a la emisión digital, son las medidas del Gobierno para la promoción de la TDT.
Por su parte las cadenas lanzaron la asociación Impulsa TDT, formada por todas las cadenas privadas, las cadenas englobadas en la FORTA y el operador de red Abertis Telecom. Su objetivo principal es que los ciudadanos estuvieran preparados para recibir la TDT antes de que se produzca el apagón.

### Emisiones autonómicas en autonomías cercanas
La TDT en España trajo consigo un problema con los canales autonómicos que emitían en analógico en comunidades cercanas.
En la Comunidad Valenciana, TV3 y Canal 33 emitían en analógico desde 1985, cuando unos vecinos de la localidad de Sueca comenzaron a reemitir la señal de estas cadenas, llegada desde Montcaro (Tarragona), las cuales, tras una denuncia del gobierno de la comunidad, fueron respaldadas por la justicia. Posteriormente a esta sentencia Acció Cultural del País Valencià instaló 13 repetidores por toda la comunidad, para reemitir estas señales.
Fue con la llegada de la TDT y el nacimiento en analógico de la cadena La Sexta, cuando varias frecuencias usadas por ACPV tuvieron que dejar paso a estas señales, y en las que lograron mantener, decidieron instalar el multiplex digital 1 de Cataluña, con las señales no solo de TV3 y El 33, sino también las de K3/300 y el 3/24. Si bien estas frecuencias podían utilizarse en analógico, gracias al respaldo de los jueces, la regulación de la televisión digital terrestre cerraba el grifo a las emisiones alegales en todas las comunidades, lo que afectó también a las emisiones de ACPV que no recibieron ninguna licencia en las adjudicaciones de la TDT en la Comunidad Valenciana y se procedió en varios lugares al cierre de los repetidores de ACPV, la mayoría bajo autorización judicial, y se mantuvo la emisión en contados casos, especialmente en la provincia de Castellón.
Otras emisiones que también corrían peligro son las que realizaba TV3 y El 33 junto con las de Canal Nou y Canal Nou Dos en las Islas Baleares, Canal Nou en la Región de Murcia, Canal Sur y Canal Sur 2 en Ceuta y Melilla, ETB 1 y ETB 2 en Navarra y Telemadrid en varias provincias de Castilla-La Mancha y Castilla y León. En la comarca leonesa de El Bierzo dejó de recibirse señal alguna de TVG en este periodo, cadena que se emitía por razones culturales y de proximidad en la comarca desde prácticamente el inicio de sus emisiones.
Por esta situación el Gobierno de España anunció su intención de otorgar un tercer múltiplex a aquellas comunidades que quisieran seguir emitiendo señales autonómicas de comunidades autónomas cercanas, con lo que el problema, en principio, quedaría solucionado.
Meses después de la polémica de los repetidores de ACPV en la Comunidad Valenciana, la Generalidad Valenciana y la Generalidad de Cataluña llegaron a un principio de acuerdo para la reciprocidad de señales, lo que hizo que Televisión de Cataluña usara uno de los canales de sus dos múltiplex asignados, donde hasta el momento emitía TV3HD, pasara a emitir la señal de Canal Nou. Por el contrario, la Generalidad Valenciana no pudo hacerlo al alegar que tenían todo el mux completo y solicitó al Gobierno el tercer mux para intercambios de señales, que se había prometido.
Este principio de acuerdo fue rechazado posteriormente por Acció Cultural del País Valencià, que acusó al gobierno valenciano de no querer la emisión de TV3 aun con el principio de acuerdo, ya que han seguido cerrando repetidores e imponiendo sanciones a ACPV. Esta asociación comenzó una campaña llamada Televisión sin fronteras para presentar una iniciativa legislativa popular en las Cortes Valencianas para estas emisiones, que incluía una recogida de firmas y manifestaciones. Por su parte, el gobierno valenciano acusó a ACPV de reiteradas emisiones ilegales y pidió que TV3 se recibiera en la Comunidad Valenciana de manera legal, y para ello firmó en octubre de 2009 el acuerdo para la reciprocidad de señales.
Las Islas Baleares decidieron reservar el segundo múltiplex autonómico para las señales de reciprocidad. A pesar de no tener todavía activado este múltiplex, y sin tener el de reciprocidad Cataluña, los gobiernos de ambas comunidades firmaron un acuerdo de reciprocidad para la emisión de IB3 en Cataluña y TV3 en las Islas Baleares. Este acuerdo no ha estado exento de polémica ya que ambas señales llegan capadas al emitir solo el contenido propio, remitiendo series y documentales en IB3 y conectando con el canal 3/24 en las de TV3. En Cataluña la señal de IB3 ocupó el espacio dejado libre por TV3HD al ser substituido por Canal Nou y en las Islas Baleares TV3 ocupó la señal de IBSat+30, reservado para el segundo canal de IB3.
La ciudad autónoma de Ceuta decidió ceder el espacio reservado para su segundo canal público a Canal Sur para que esta se pudiera seguir viendo en la ciudad, pero esto suponía la pérdida de Canal Sur 2. Por su parte, la ciudad autónoma de Melilla pidió un segundo mux al Gobierno para emitir la señal de Canal Sur.
En Navarra, el gobierno autonómico aceptó la reciprocidad siempre y cuando ETB mantuviera la identidad propia de Navarra en sus informativos, porque hasta entonces esta se incluía en los mapas del tiempo como parte del País Vasco, junto con la CAV y el País Vasco francés. El resultado de las elecciones al Parlamento Vasco de 2009 y el acuerdo de PSOE y PP para gobernar, pudieron facilitar este acuerdo gracias a las reformas que propone el acuerdo para ETB, entre ellas, las reivindicaciones del Gobierno de Navarra.

### Emisiones de pago
El día 8 de abril de 2009 el Consejo de Ministros, a través del Ministerio de Industria, Turismo y Comercio, cuyo ministro era Miguel Sebastián Gascón, anunció la apertura del plazo para que los operadores privados nacionales pudieran solicitar la modificación de sus concesiones de televisión, para ofrecer contenidos de pago a través del servicio digital terrestre. Esta medida estaba apoyada por GIA La Sexta, a través de su accionista Mediapro, y Antena 3 de Televisión (actualmente Atresmedia) principalmente, y por el contrario, era rechazada por Sogecable (posterior Prisa TV antes de su cese en 2015), propietaria de Cuatro y de Digital+ (actualmente Movistar+ y ya no pertenece a Grupo Prisa), que controla gran parte del mercado privado, y por Telecinco que pedía una moratoria de 5 años, para poder adquirir derechos deportivos.
Aún con todas estas reticencias de algunas cadenas, tanto Antena 3, como Veo Televisión S.A., como Telecinco, aludiendo que lo hace en defensa de sus intereses, y en último lugar SGT Net TV, se sumaron a GIA La Sexta y solicitaron emitir señales de pago. Además el ministro de Industria, Turismo y Comercio, anunció que Prisa TV ya tiene licencia de emisión de pago en todas sus modalidades y a través de todos sus canales digitales, desde el permiso para emitir en abierto la cadena Cuatro.
Finalmente, y después de varios retrasos en el día previsto, el 13 de agosto de 2009 el Consejo de Ministros aprobó autorizar la TDT de pago, mediante Real Decreto, y autorizó la emisión de un canal codificado a cada operador privado, bajo el sistema de cifrado Nagravisión 3 Este hecho provocó una rápida reacción de Mediapro, accionista de GIA La Sexta, que a través del espacio hasta entonces utilizado por Hogar 10, comenzó la emisión de su canal prémium Gol Televisión.
El mismo día del inicio de Gol Televisión, Dahlia anunció un acuerdo con Sony Entertainment Television para emitir el canal AXN en una de las frecuencias de Veo Televisión S.A., concretamente la que gestiona la propia Sony, Sony TV en Veo, desde septiembre de 2009. Finalmente, Mediapro anunció en abril de 2010 el lanzamiento de AXN de su mano (en lugar de Dahlia como estaba planeado el año anterior). Este canal de pago fue lanzado el 1 de mayo de 2010 en sustitución de Sony TV en Veo.
El 23 de agosto de 2010, Canal+ Dos comenzó sus emisiones en sustitución de 40 Latino. Este canal nació de la mano de Prisa TV al obtener un canal en el múltiplex de Mediaset España para emitir a través de la televisión digital terrestre de ámbito nacional tras la fusión entre Gestevisión Telecinco y Sogecuatro. El espacio cedido a Prisa TV, es gestionado en su totalidad para emisiones de pago, a través del cuales emite Canal+ 2. Así, 40 Latino pasó a ser un canal de pago con otros contenidos. El 19 de diciembre de 2011, Canal+ Dos cesó sus emisiones en Televisión Digital Terrestre debido al poco éxito de la TDT Prémium y al discreto número de abonados con el que contaba la cadena de Prisa. El canal fue sustituido en TDT por Energy, el canal masculino en abierto de Mediaset España, aunque Canal+ 2 siguió emitiendo a través de las plataformas de pago hasta 2015, con la llegada de Movistar+.

### Emisiones locales no reguladas
En los años 1990 comenzaron a proliferar emisoras locales de modo ilegal por falta de regulación. El perfil de esas emisoras es muy variado:
- Emisiones esporádicas durante las fiestas locales.
- Emisoras locales independientes.
- Emisoras locales ligadas a grupos regionales.
- Grupos nacionales emitiendo por su red de emisoras locales.
- Emisiones de tipo comercial o publicitario sin ninguna relación local.

Con el plan de implantación de la televisión digital terrestre se establecen demarcaciones para las emisiones locales y se adjudican las licencias correspondientes. A pesar de eso, siguen existiendo emisiones no reguladas, en unos casos por la demora de las administraciones autonómicas en convocar o resolver el concurso correspondiente y en otros casos por el propio carácter informal o tamaño del emisor.

### Renuncias a licencias
La crisis económica de 2008-2009, afectó también a la televisión en España. Decenas de cadenas locales debieron cerrar, algunas por no recibir licencia digital, y otras por la propia crisis.
Algunas empresas incluso renunciaron a sus licencias, siendo las más sonadas, las de Prisa, que renunció el día 13 de mayo de 2009 a la concesión autonómica en Andalucía, y posteriormente, a final de año, al resto de concesiones, devolviendo las licencias de emisión autonómica en Asturias y Extremadura, así como las diferentes concesiones locales en Cataluña y Aragón.
También en Cataluña, Uniprex del Grupo Antena 3, renunció el 27 de abril a la licencia concedida en la demarcación de Cornellà de Llobregat (TL03B) de la provincia de Barcelona, para la emisión de la cadena Ver-T, aceptada por el CAC el 20 de mayo de 2009.

### Fusiones de operadores
Con motivo de la crisis económica de 2008-2009 y del descenso de publicidad en los medios, el Consejo de Ministros aprobó unas medidas urgentes y liberalizadoras del sector, en decreto ley, en el que se suprimía el tope del 5% de participaciones cruzadas entre accionistas de las cadenas, y se establecía uno nuevo, que permitiría tener acciones hasta en dos cadenas, siempre que no superaran ambas el 27% de audiencia. Con estas medidas, cualquier combinación, a excepción de una fusión entre Gestevisión Telecinco y Grupo Antena 3, era posible.
Antes incluso de la aprobación en el Congreso y en el Senado, comenzaron los rumores y las negociaciones entre las 6 concesionarias de televisión en abierto, para posibles fusiones futuras.
De todos estos rumores, solo uno llegó a tener confirmación oficial, y fue la negociación emprendida por Prisa TV e Imagina (Mediapro), accionistas de referencia de Cuatro y GIA La Sexta respectivamente, después de darse por finalizada la segunda guerra del fútbol. Y aunque todo parecía encarrilado, y tras varias prolongaciones del plazo, el 7 de agosto se dieron por rotas las negociaciones, comenzando así una nueva oleada de rumores y contactos.
No fue hasta el último trimestre del año, cuando comenzaron a aparecer informaciones sobre las posibles fusiones televisivas, aunque esta vez los protagonistas eran las dos cadenas mayoritarias, estando Gestevisión Telecinco en negociaciones con Sogecable, y Antena 3 de Televisión con GIA La Sexta.
Pero fue el día 18 de diciembre, cuando Prisa y Mediaset, accionistas mayoritarias de Sogecable y Gestevisión Telecinco, presentaron un acuerdo de fusión de sus actividades de televisión en abierto. Tras esta fusión, Cuatro y su licencia de emisión se separaron de Sogecable dando lugar a Sogecuatro, empresa que fue comprada en su totalidad por Gestevisión Telecinco dando lugar a Mediaset España. Junto con este acto, Prisa compró acciones de nueva emisión de Mediaset España, del 18% del capital social de esta empresa.
Este acuerdo convirtió a Mediaset España en el mayor grupo privado de televisión de España por cuota de audiencia, teniendo el grupo, los siguientes canales en TDT: Telecinco, Cuatro, La Siete, Factoría de Ficción, Boing, Divinity, Energy y Nueve, además de dos señales en alta definición (Telecinco HD y Cuatro HD). También, en la misma operación, Mediaset España adquirió el 22% de la antigua plataforma de televisión de pago Digital+ a Prisa TV (nombre actual de Sogecable). (Véase: Fusión de Gestevisión Telecinco y Sogecuatro).
Por otro lado, el 14 de diciembre de 2011, los grupos audiovisuales españoles que gestionaban Antena 3 y La Sexta llegaron a un acuerdo de fusión por el que la Gestora de Inversiones Audiovisuales La Sexta se integró en el Grupo Antena 3 a cambio de un 7% del capital de la empresa resultante. Sin embargo, no fue hasta el 13 de julio de 2012 cuando la Comisión Nacional de la Competencia autorizó el proceso aunque imponiendo duras condiciones. No obstante, el 25 de julio de 2012 se reunieron los Consejos de Administración de los grupos Grupo Antena 3 y Gestora de Inversiones Audiovisuales La Sexta para ver si seguían adelante con el proceso de fusión. Por otro lado, un día después de producirse la reunión entre ambos grupos, GIA La Sexta descartó la fusión con el Grupo Antena 3 explicando que seguiría manteniéndose en solitario, y que por lo tanto descartaba el proceso de fusión con otros operadores. Sin embargo, el Gobierno suavizó las condiciones impuestas por Competencia en el Consejo de Ministros celebrado el viernes 24 de agosto de 2012, justificando tal medida en que las equiparándolas a las impuestas dos años antes a Gestevisión Telecinco y Sogecuatro, lo que reabrió las puertas de la fusión. Finalmente, el Grupo Antena 3 confirmó oficialmente el miércoles 26 de septiembre que seguiría adelante con la operación de fusión con la Gestora de Inversiones Audiovisuales La Sexta y señaló que el 1 de octubre de 2012 se produciría la fusión con el traspaso efectivo del negocio y la consiguiente toma de control por parte de la dirección de la cadena de Planeta.
El grupo acabó teniendo un total de siete canales en la televisión terrestre de España e incluía dos señales en alta definición de los canales principales y un canal de pago en régimen de alquiler, que fueron Antena 3, La Sexta, Neox, Nova, Nitro, Xplora, La Sexta 3, Gol Televisión (canal de pago), Antena 3 HD y La Sexta HD (después de suprimir los canales Xplora, Nitro, La Sexta 3 el 6 de mayo de 2014 (a excepción de La Sexta 3) en TDT por ley, y Gol Televisión en 2015 por bajas audiencias, se añadieron los nuevos canales Mega, Atreseries, y Gol Play (aunque ya no pertenezca a Atresmedia la licencia del canal Gol, está aquí porque es el sucesor de Gol Televisión), más que todos los canales ahora son en Alta definición, se quedarian en 7 canales de televisión). Por otro lado, el 6 de marzo de 2013, el Grupo Antena 3 pasó a denominarse Atresmedia. Así, el grupo dispone de una identidad propia que agrupa sus grandes áreas de actividad (televisión, radio, multimedia, publicidad y cine), así como al resto de sus marcas. (Véase: Fusión de Grupo Antena 3 y Gestora de Inversiones Audiovisuales La Sexta).

### El «Apagón analógico»
El Consejo de Ministros del 7 de septiembre de 2007 aprobó las fechas definitivas del apagón analógico en España, adelantando esta fecha de la inicialmente prevista, y límite máximo autorizado por la Unión Europea, 2012 al 3 de abril de 2010, pero al final se adelantó un día al 2 de abril de 2010 para que coincida con el Viernes Santo. Produciéndose este en 4 fases:
- Fase 0: Proyectos piloto de Fonsagrada y Soria. 1% de la población. Límite: 31 de diciembre de 2008.
- Fase I: Núcleos de población con menos de 500 000 habitantes. 11,6% de la población. Límite: 30 de junio de 2009.
- Fase II: Núcleos de población de entre 500 000 y 700 000 habitantes. 19,8% de la población. Límite: 31 de diciembre de 2009.
- Fase III: Núcleos de más de 700 000 habitantes. 67,6% de la población. Límite: 3 de abril de 2010.

La Fase 0, dio comienzo en el municipio de Fonsagrada, en la provincia de Lugo, que se convirtió, el 5 de abril de 2008, en el primer municipio español donde se realizó el apagón analógico. Seguidamente, en la provincia de Soria, el 23 de julio de 2008, 51 026 habitantes de 161 localidades, además de la capital, dejaron de recibir las emisiones analógicas de las cadenas nacionales según el proyecto piloto Soria TDT; el ensayo cubría aproximadamente la tercera parte de la superficie provincial y no fue completo dado que las emisiones de las cadenas locales y los grupos de televisión regionales siguieron en sus canales analógicos. En el momento del "apagón" piloto en Soria, la Junta de Castilla y León no había otorgado todavía ninguna concesión de TDT para canales locales ni regionales.
La Fase I dio comienzo el 27 de junio de 2009, con la previsión de apagado analógico para más de 4 millones de ciudadanos, comenzando en Cantabria, en las zonas de Castro-Urdiales, Laredo y Santoña, y continuando los días 30 de junio y el 22 de julio en varias localidades de Andalucía, Aragón, Asturias, Canarias, Castilla-La Mancha, Cataluña, Ceuta, Comunidad Valenciana, Extremadura, Islas Baleares, La Rioja, Madrid, Melilla, Murcia y Navarra.
Algunos de estos proyectos se retrasaron, por problemas de calidad y cobertura, más allá del límite fijado en el 30 de junio de 2009. Estos se produjeron durante octubre en Palencia (Villamuriel de Cerrato), Zamora (norte y centro), Segovia (Navacerrada) y la parte de Soria no apagada en la Fase 0 y finalizaron el día 31 de octubre de 2009 con los apagados de Vitoria (Álava), Almonaster la Real (Huelva), Baza (Granada) y Cuevas de Almanzora (Almería).
La Fase II comenzó de manera adelantada al previsto 31 de diciembre de 2009. El 10 de diciembre se produjo la primera actuación de esta fase en Monreal (Zonas de Navarra, La Rioja, Zaragoza y Vitoria), siguiéndole el 14 Manresa (Barcelona) y dos zonas de la Comunidad Valenciana, y el 15 San Roque (Cádiz). Seguidamente, a inicio de año, la mayoría de los proyectos establecidos para la Fase II, terminando con esta fase el 29 de enero de 2010, en que apagará la demarcación de Redondal (Castilla y León).
La Fase III también adelantó algunos proyectos a diciembre de 2009, que tienen la misma o más cobertura de televisión digital sobre la analógica, y una implantación adecuada. Así, el 30 de marzo de 2010 se realizó el apagón analógico en toda España, excepto en varios municipios que tuvieron que esperar al 3 de abril para dar el adiós definitivo a la era analógica.
Excepcionalmente, y exclusivamente en Navarra, ETB1 y ETB2 continuaron sus emisiones en analógico hasta el año 2016: ETB2 hasta el 5 de mayo, y ETB1 hasta el 27 de septiembre (inicio de las emisiones en TDT), aunque en este último caso solo en la Cuenca de Pamplona.

### Reasignación de frecuencias y el "dividendo digital"
Tras el apagón analógico quedaron disponibles las numerosas frecuencias utilizadas con carácter provincial y local en las emisiones analógicas, lo que permitió la puesta en marcha de la reasignación para encender el número de múltiplex previstos y que cada cadena de televisión disponga así de uno o dos completos para sus emisiones. En abril de 2010 se publica en el BOE la Ley General de la Comunicación Audiovisual que completa el reparto, pero que también introduce cambios sustanciales sobre las premisas en que se había basado el modelo de TDT español.
Se incorpora la transposición de la directiva europea sobre servicios de comunicación audiovisual. El llamado "dividendo digital" establece a partir del 1 de abril de 2015 la reserva de las frecuencias entre 794 y 862 MHz, los canales 61 a 69, para otros servicios de comunicaciones. Esto supone trasladar la mayoría de las emisiones de la TDT actuales, reajustando toda la red de emisores y obligando a los usuarios a modificar nuevamente la configuración de sus antenas. Se abandona el modelo de frecuencia única para todo el territorio nacional reubicando los múltiplex sobre la base de las frecuencias utilizadas en las antiguas emisiones analógicas, estableciendo como criterio de referencia el uso de la frecuencia de mayor alcance o significación en cada provincia. De forma inmediata se habilitan ya en 2010 nuevos múltiplex que permiten a todas las cadenas privadas gestionar uno propio y aumentar así la oferta de canales. El nuevo múltiplex de TVE le permite generalizar las emisiones en alta definición.

### Segunda reasignación de frecuencias y el "segundo dividendo digital"
En 2019, el gobierno español llevó a cabo la aprobación definitiva del nuevo Plan Técnico Nacional de la TDT y del Plan de ejecución de Liberación del segundo dividendo digital (Banda 700 MHz), que afectaba a una parte de las frecuencias de la TDT (Canales 49 a 60), cuyo objetivo era que los operadores de telecomunicaciones móviles puedan acceder a dicha banda para el lanzamiento de los servicios 5G en España antes del 30 de junio de 2020. El 12 de abril de 2019, la Comisión Europea dio luz verde al plan del Gobierno que contemplaba ayudas de hasta 150 millones de euros para las comunidades de vecinos, que debían llevar a cabo la reantenización de la TDT, al entender que cumplen con las normas comunitarias sobre ayudas de Estado. Asimismo, el encendido de las frecuencias y de la señal simulcast debería iniciarse entre los meses de junio y septiembre de 2019, previsiblemente.
Por otro lado, el proyecto de Real Decreto del nuevo Plan Técnico Nacional de la TDT contempla entre sus medidas regulatorias más destacadas las siguientes:
- El mantenimiento de todos los canales disponibles en las redes multiplex (RGE-1, RGE-2, MPE-1, MPE-2, MPE-3, MPE-4, MPE-5, MAUT y MAUTP (en el caso de la comunidad autónoma de Cataluña), así como de las redes multiplex de ámbito insular y local.
- Cada red multiplex, pasará a poder albergar un máximo de 4 canales en alta definición. Los operadores podrán mantener las señales en definición estándar durante un periodo de transición hasta el 1 de enero de 2023. A partir de esa fecha, cualquiera que sea su ámbito de cobertura (nacional, autonómico, insular o local), deberán emitirse todos en alta definición. Esta medida ha sido aplazada hasta el 14 de febrero de 2024 debido a la pandemia de COVID-19.
- Se prevé la regulación de los requisitos técnicos de los aparatos receptores, que deberán incorporar, a partir de 24 pulgadas, sintonizador digital de alta definición, DVB-T2 y soportar servicios interactivos HBBTV. Los aparatos receptores en ultra alta definición de mayor tamaño (más de 40 pulgadas), además de incorporar sintonizador de TDT en alta definición y soportar servicios interactivos HBBTV, habrán de incorporar DVB-T2 y codificación de vídeo de alta eficiencia HEVC H.265.
- Se regulan medidas para la implantación de sistemas de transmisión y codificación más eficientes con el uso del espectro radioeléctrico, tales como DVB-T2 y codificación de vídeo HEVC H.265, para impulsar la emisión promocional o regular de servicios de TDT en 4K ultra alta definición.[83]

#### Nuevo Plan Técnico Nacional de la TDT de 2019 y liberación del segundo dividendo digital (Banda 700 MHz)
El 21 de junio de 2019. El Consejo de Ministros aprueba dos reales decretos para facilitar el desarrollo de las redes 5G en España. Con el primer real decreto se aprueba un nuevo Plan Técnico Nacional de la televisión digital terrestre (TDT) y se regula la liberación del segundo dividendo digital. 
El segundo real decreto regula la concesión directa de subvenciones destinadas a compensar los costes derivados de la adaptación de los sistemas colectivos de recepción de los servicios de comunicación audiovisual.  
El segundo dividendo digital es un proceso clave para permitir el despliegue de redes 5G, mediante la liberación de la banda de 694-790 MHz (en adelante, banda 700 MHz) del espectro radioeléctrico, que en actualidad está parcialmente ocupada por la TDT. Se trata de un proyecto de ámbito europeo regulado por la Decisión (UE) 2017/899 del Parlamento Europeo y del Consejo, de 17 de mayo de 2017, que tiene como objetivo garantizar un enfoque coordinado del uso de esta banda en la Unión Europea. 
La liberación del segundo dividendo digital debía finalizar antes del 30 de junio de 2020 al cumplirse de este modo con el calendario establecido por la Unión Europea y con la hoja de ruta publicada por el Ministerio de Economía y Empresa el 29 de junio de 2018. El Gobierno convocó una licitación pública para asignar esa banda a los operadores de forma que la misma pueda estar disponible para ofrecer servicios de 5G antes del 30 de junio de 2020.

#### Apuesta por el 5G
A partir de esa fecha, la banda de 700 MHz está disponible para la prestación de servicios asociados a la telefonía móvil de quinta generación, dentro del Plan Nacional 5G. Se mantiene así la apuesta de situar a España entre los países líderes en el desarrollo de esta tecnología, que impulsará la competitividad del tejido empresarial y facilitará la aparición de innovaciones disruptivas, en línea con lo planteado en la Agenda del Cambio.  
El nuevo Plan Técnico Nacional de la TDT aprobado en el Consejo de Ministros identifica los canales radioeléctricos utilizados por la televisión y los sustituye por unos nuevos canales radioeléctricos en una banda inferior (470-694 MHz). 
El Plan Técnico mantiene sin cambios la oferta de canales de televisión digital terrestre. Cada múltiple digital, cualquiera que sea su ámbito de cobertura, tendrá capacidad para integrar hasta cuatro canales de televisión en alta definición.  
El real decreto por el que se aprueba el nuevo Plan Técnico Nacional establece también el procedimiento técnico para proceder al citado trasvase de canales, así como las condiciones para su continuidad, e incluye las especificaciones técnicas de las emisiones de televisión digital terrestre en alta definición y ultra alta definición.  
Se establece una fecha límite –1 de enero de 2023– en la que todos los canales de televisión deberán evolucionar a alta definición y se contempla la adaptación tecnológica de los aparatos receptores de televisión digital terrestre. Esta medida ha sido aplazada hasta el 14 de febrero de 2024 debido a la pandemia de COVID-19.
Transcurrido el plazo de nueve meses desde la entrada en vigor del real decreto, se establece la obligación para todos los aparatos que se pongan en el mercado español de incluir la capacidad de recibir emisiones con la tecnología de transmisión de señales DVB-T2, además de las emisiones en alta definición. Los de mayor tamaño deberán ser compatibles con las emisiones en ultra alta definición e incorporar capacidad de conexión a banda ancha y servicios interactivos HbbTV.

#### Ayudas públicas
El cambio de frecuencias de la TDT implicó una adaptación de las instalaciones de recepción en la mayor parte del territorio nacional, del mismo modo que sucedió en 2015 con el proceso de liberación de la banda de 800 MHz (primer dividendo digital). Quedaron excluidas de esta adaptación las viviendas individuales, donde únicamente se deberán resintonizar los televisores.
El Consejo de Ministros aprobó un real decreto de ayudas que regulab la concesión directa de subvenciones por valor de 150 millones de euros para las comunidades de propietarios para la adaptación de las instalaciones de recepción de televisión.  
Las cuantías de la subvención oscilaban entre 104,3 € y 677,95 €, en función de la infraestructura previamente instalada (centralita programable o central de módulos amplificadores monocanal). Estas ayudas pudieron solicitarse desde el 19 de septiembre de 2019 hasta el 30 de septiembre de 2020, por vía telemática a la empresa pública Red.es, por las comunidades de propietarios, mediante el administrador de fincas o la empresa instaladora de telecomunicaciones que vaya a efectuar los trabajos de adaptación de la instalación receptora de televisión del edificio al segundo dividendo digital.
El Gobierno tenía como objetivo minimizar el impacto del proceso sobre los ciudadanos, al igual que sobre los operadores y el conjunto de prestadores de servicios de comunicación audiovisual, que han estado en todo momento informados del mismo. El despliegue se desarrollará en coordinación plena con los países vecinos, no solo con los pertenecientes a la Unión Europea, sujetos al mismo proceso, también con Marruecos y Argelia.

#### Calendario del proceso
A continuación, se detallan las fechas del inicio de las emisiones en simulcast (período de seis meses):
- Julio de 2019:
  - Miércoles 24 de julio en Mallorca, Ibiza, Formentera y Cáceres.
  - Viernes 26 de julio en Huelva.

- Septiembre de 2019:
  - Miércoles 18 de septiembre en Albacete, Álava, Badajoz este, Huesca, Teruel, Zaragoza norte, Zaragoza sur, Vizcaya este, Vizcaya oeste, Córdoba norte, Córdoba sur y Guipúzcoa.
  - Lunes 30 de septiembre en Almería norte, Almería sur, Granada este y Granada oeste.

- Jueves 14 de noviembre de 2019:
  - Tenerife.
  - Fuerteventura.
  - Guadalajara.
  - Gran Canaria norte y Gran Canaria sur.
  - Madrid.
  - Tarragona norte y Tarragona sur.
  - Lérida norte y Lérida sur.
  - Gerona.

- 20 de enero de 2020: Encendido de las últimas emisiones simulcast en las frecuencias definitivas (período de seis meses) (fecha confirmada por la Subdirección General de Planificación y Gestión del Espectro Radioeléctrico del Ministerio de Economía y Empresa):
  - Ciudad Real
  - Pontevedra

- 17 de febrero de 2020 (fecha confirmada por la Subdirección General de Planificación y Gestión del Espectro Radioeléctrico del Ministerio de Economía y Empresa):
  - Alicante.
  - Ávila.
  - Badajoz oeste.
  - Burgos norte y Burgos sur.
  - Cantabria.
  - Castellón.
  - Cádiz este y Cádiz oeste.
  - Cuenca.
  - Ciudad Real.
  - Jaén.
  - León este.
  - Melilla.
  - Murcia sur.
  - La Rioja oeste.
  - Ourense.
  - Palencia.
  - Pontevedra.
  - Salamanca.
  - Sevilla.
  - Valencia.
  - Zamora.

- Junio de 2020: Alcance de cobertura igual o superior a la existente a 31 de diciembre de 2018. Aplazado al 31 de octubre de 2020.

- Debido a la situación por la emergencia sanitaria derivada por la pandemia de COVID-19, la finalización del proceso de liberación de la banda de 700 MHz (Segundo Dividendo Digital), fue aplazada al 31 de octubre de 2020.

- 30 de septiembre de 2020: Apagado de las emisiones en simulcast (antiguas frecuencias), en todas las Áreas Geográficas, que habían iniciado proceso el 14 de noviembre de 2019, el 20 de enero de 2020 y el 17 de febrero de 2020 respectivamente.

- 31 de octubre de 2020: Apagado de las últimas frecuencias antiguas situadas en la banda de 700 MHz (canales 49 a 60). Finalización del proceso.

#### El segundo dividendo digital (2020)
El segundo dividendo digital, que finalizó el 31 de octubre de 2020, dejó sin uso para la TDT los canales 49 a 60, ambos inclusive, para dar espacio a nuevos servicios 5G. Con este dividendo digital no se redujo el número de canales de televisión que se emite con ámbito nacional, autonómico, insular y local, por lo que la oferta audiovisual se mantendrá con la misma pluralidad actual.
Además, aquellos canales nacionales de televisión con capacidad de desconexión autonómica mantuvieron esta característica. Igualmente, los canales autonómicos con capacidad de desconexión provincial pudieron seguir prestando servicio de desconexión como hasta entonces.
El segundo dividendo digital obligó a los operadores de televisión a mudar sus emisiones digitales terrestres a frecuencias que se encuentren fuera del rango de los canales 49 a 60 en caso de que estuviesen utilizándolas.
Se trata de un proyecto de ámbito europeo regulado por la Decisión (UE) 2017/899 del Parlamento Europeo y del Consejo, de 17 de mayo de 2017, que tiene como objetivo garantizar un enfoque coordinado del uso de esta banda en la Unión Europea.

## Plataforma
La TDT permite una mejora en la calidad de la recepción y amplía la oferta disponible tanto en número de canales como en versatilidad del sistema: emisión con sonido multicanal, múltiples señales de audio, teletexto, EPG (guía electrónica de programas), canales radio, servicios interactivos, imagen panorámica, etc.

### Tecnología
En España la tecnología usada para la emisión de televisión digital es el estándar DVB-T. Se opera en la banda UHF, en frecuencias MFN. La modulación se realiza mediante 64QAM y el ancho de banda de cada canal es de 8 MHz. El tipo de onda portadora es 8k.

### Definición estándar (SD)
La TDT en definición estándar (SD) se emitía hasta el pasado 14/02/2024, comprimiendo el vídeo con el estándar MPEG-2 a una definición de 576i, correspondiente al formato analógico PAL. Se trata del mismo sistema utilizado en DVD-Video, aunque con una calidad de imagen algo menor, por el grado de compresión aplicada (a una tasa de bits de unos 3900 Kbps). El sonido se codifica generalmente con MP2, a 192 Kbps. Datos técnicos de TDT española Archivado el 17 de febrero de 2011 en Wayback Machine.. El 14/02/2024. cesaron las emisiones de TDT en definición estándar (SD), para emitir exclusivamente, desde esa fecha en Alta Definición HD.

### Alta definición (HD)
La TDT en alta definición HDTV utiliza el estándar H.264/MPEG-4 AVC de compresión de vídeo, a una resolución de 720p o 1080i, para su visualización en los dispositivos etiquetados como HD ready o Full HD. La utilización del escaneo entrelazado (1080i) en vez del progresivo de Blu-ray o HD DVD (1080p) se debe a las limitaciones del ancho de banda disponible en radiodifusión. No obstante se da el caso del canal Fibracat TV, que utiliza para sus emisiones en la TDT autonómica de Cataluña, el escaneo progresivo en resolución 1080p a 50 Hz.
Para el audio (que incluye soporte para sonido multicanal) puede utilizarse el sistema definido por el estándar MPEG-4 Parte 3 (HE-AAC) o bien codecs propietarios como Dolby Digital (AC-3) o Dolby Digital Plus (EAC-3).
Televisión de Cataluña (TV3 HD) y la Televisión autonómica de Aragón (Aragón 2 HD) fueron las pioneras en emitir (en pruebas) en España en alta definición, siendo la Televisión de Cataluña la primera en emitir el 23 de abril de 2007 y posteriormente la Televisión autonómica de Aragón el 25 de abril de ese mismo año.
Las emisiones TDT HD solo se pueden ver si se dispone de un decodificador adecuado; los decodificadores estándar no pueden sintonizar/decodificar las emisiones en alta definición. En 2010 ya empezaron a popularizarse los televisores que lo incorporaban. Estos permitían ver emisiones en analógico, en digital terrestre definición estándar y en digital terrestre de alta definición gracias a que incorporan varios decodificadores. Cesan las emisiones de canales en SD partir del 14 de febrero de 2024; a partir de esa fecha la resolución mínima de las retransmisiones será HD.

### Canales de alcance nacional en alta definición
| Operador         | Canal             | Inicio de emisiones                                                                    | Red  |
| ---------------- | ----------------- | -------------------------------------------------------------------------------------- | ---- |
| RTVE             | La 1              | 1 de enero de 2014 (11 años)                                                           | RGE1 |
| RTVE             | La 2              | 31 de octubre de 2017 (7 años)                                                         | RGE1 |
| RTVE             | 24 horas          | 23 de febrero de 2021 (4 años)                                                         | RGE1 |
| RTVE             | Teledeporte       | 19 de diciembre de 2013 (11 años)                                                      | RGE1 |
| RTVE             | Clan              | 31 de octubre de 2017 (7 años)                                                         | RGE2 |
| Atresmedia       | Antena 3          | 28 de septiembre de 2010 (14 años)                                                     | MPE2 |
| Atresmedia       | La Sexta          | 1 de noviembre de 2010 (14 años)                                                       | MPE2 |
| Atresmedia       | Neox              | 14 de febrero de 2024 (1 años) (en TDT) 1 de diciembre de 2015 (9 años) en plataformas | MPE2 |
| Atresmedia       | Nova              | 14 de febrero de 2024 (1 años) (en TDT) 1 de diciembre de 2015 (9 años) en plataformas | MPE2 |
| Atresmedia       | Mega              | 14 de febrero de 2024 (1 años) (en TDT) 1 de diciembre de 2015 (9 años) en plataformas | MPE4 |
| Atresmedia       | Atreseries        | 22 de diciembre de 2015 (9 años)                                                       | MPE5 |
| Mediaset España  | Telecinco         | 20 de septiembre de 2010 (14 años)                                                     | MPE3 |
| Mediaset España  | Cuatro            | 26 de abril de 2012 (13 años)                                                          | MPE3 |
| Mediaset España  | FDF               | 14 de febrero de 2024 (1 años)                                                         | MPE3 |
| Mediaset España  | Divinity          | 14 de febrero de 2024 (1 años)                                                         | MPE3 |
| Mediaset España  | Energy            | 14 de febrero de 2024 (1 años)                                                         | MPE4 |
| Mediaset España  | Boing             | 14 de febrero de 2024 (1 años)                                                         | MPE4 |
| Mediaset España  | Be Mad TV         | 21 de abril de 2016 (9 años)                                                           | MPE5 |
| Grupo KISS Media | DKISS             | 14 de febrero de 2024 (1 años)                                                         | RGE2 |
| Veo Televisión   | DMAX              | 14 de febrero de 2024 (1 años)                                                         | MPE1 |
| Veo Televisión   | Veo7              | 18 de junio de 2025 (0 años)                                                           | MPE1 |
| Net TV           | Squirrel          | 7 de enero de 2025 (0 años)                                                            | MPE1 |
| Net TV           | Paramount Network | 14 de febrero de 2024 (1 años)                                                         | MPE1 |
| Ábside Media     | Trece             | 14 de febrero de 2024 (1 años)                                                         | MPE4 |
| Real Madrid      | Real Madrid TV    | 28 de abril de 2016 (9 años)                                                           | MPE5 |
| Ten Media        | Ten               | 14 de febrero de 2024 (1 años)                                                         | MPE5 |

### Canales autonómicos en alta definición
| Grupo                                                 | Canal             | Inicio de emisiones               | Área de emisión            |
| ----------------------------------------------------- | ----------------- | --------------------------------- | -------------------------- |
| Corporació Catalana de Mitjans Audiovisuals           | TV3               | 23 de abril de 2007 (18 años)     | Cataluña                   |
| Corporació Catalana de Mitjans Audiovisuals           | SX3/33            | 16 de enero de 2024 (1 años)      | Cataluña                   |
| Corporació Catalana de Mitjans Audiovisuals           | Esport3           | 16 de enero de 2024 (1 años)      | Cataluña                   |
| Corporació Catalana de Mitjans Audiovisuals           | 3/24              | 16 de enero de 2024 (1 años)      | Cataluña                   |
| Radiotelevisión del Principado de Asturias            | TPA7              | 12 de febrero de 2024 (1 años)    | Principado de Asturias     |
| Radiotelevisión del Principado de Asturias            | TPA8              | 12 de febrero de 2024 (1 años)    | Principado de Asturias     |
| Radiotelevisión de la Región de Murcia                | La 7              | 19 de agosto de 2009 (15 años)    | Región de Murcia           |
| Ente Público de Radiotelevisión de las Islas Baleares | IB3               | 10 de enero de 2010 (15 años)     | Islas Baleares             |
| Ente Público de Radiotelevisión de las Islas Baleares | IB3 Global        | 16 de enero de 2024 (1 años)      | Cataluña                   |
| Radio Televisión Madrid                               | Telemadrid        | 17 de febrero de 2010 (15 años)   | Comunidad de Madrid        |
| Radio Televisión Madrid                               | LaOtra            | 10 de diciembre de 2019 (5 años)  | Comunidad de Madrid        |
| Radio Televisión Madrid                               | Telemadrid HDR    | 8 de febrero de 2024 (1 años)     | Comunidad de Madrid        |
| Radio Televisión Canaria                              | TV Canaria        | 29 de octubre de 2010 (14 años)   | Canarias                   |
| Castilla-La Mancha Media                              | CMM TV            | 1 de agosto de 2012 (13 años)     | Castilla-La Mancha         |
| Radio y Televisión de Andalucía                       | Canal Sur         | 15 de septiembre de 2016 (8 años) | Andalucía                  |
| Radio y Televisión de Andalucía                       | Canal Sur 2       | 12 de febrero de 2024 (1 años)    | Andalucía                  |
| Radio y Televisión de Andalucía                       | Andalucía TV      | 12 de febrero de 2024 (1 años)    | Andalucía                  |
| Euskal Telebista                                      | ETB1              | 21 de diciembre de 2016 (8 años)  | País Vasco                 |
| Euskal Telebista                                      | ETB2              | 21 de diciembre de 2016 (8 años)  | País Vasco                 |
| Euskal Telebista                                      | ETB3              | 8 de febrero de 2024 (1 años)     | País Vasco                 |
| Euskal Telebista                                      | ETB4              | 8 de febrero de 2024 (1 años)     | País Vasco                 |
| Castilla y León Televisión                            | La 7 CYL          | 25 de marzo de 2017 (8 años)      | Castilla y León            |
| Castilla y León Televisión                            | La 8 CYL          | 26 de enero de 2020 (5 años)      | Castilla y León            |
| Corporación Aragonesa de Radio y Televisión           | Aragón TV         | 10 de abril de 2017 (8 años)      | Aragón                     |
| Corporació Valenciana de Mitjans de Comunicació       | À Punt            | 25 de abril de 2018 (7 años)      | Comunidad Valenciana       |
| Grupo Cope                                            | TVR               | 9 de junio de 2018 (7 años)       | La Rioja                   |
| Sumando Comunicación                                  | La 7 La Rioja     | 13 de octubre de 2020 (4 años)    | La Rioja                   |
| Sumando Comunicación                                  | Navarra TV        | 14 de julio de 2018 (7 años)      | Comunidad Foral de Navarra |
| Sumando Comunicación                                  | Navarra TV 2      | 8 de febrero de 2024 (1 años)     | Comunidad Foral de Navarra |
| Corporación Radio e Televisión de Galicia             | TVG               | 26 de marzo de 2019 (6 años)      | Galicia                    |
| Corporación Radio e Televisión de Galicia             | TVG2              | 26 de marzo de 2019 (6 años)      | Galicia                    |
| RTV Melilla                                           | TV Melilla        | 1 de enero de 2020 (5 años)       | Melilla                    |
| Radio Televisión Ceuta                                | TV Ceuta          | 4 de noviembre de 2020 (4 años)   | Ceuta                      |
| Corporación Extremeña de Medios Audiovisuales         | Canal Extremadura | 16 de enero de 2024 (1 años)      | Extremadura                |

### Ultra alta definición
La TDT en ultra alta definición (UHDTV) utiliza el estándar de transmisión digital terrestre de segunda generación DVB-T2 y codificación de vídeo eficiente HEVC H.265 o VC-1, los cuales usan solamente la mitad de la tasa de bits en la pista de vídeo en comparación con MPEG-2, MPEG-4 o H.264/AVC.
Las emisiones de TDT en ultra alta definición 4K, solo se pueden ver si se dispone de un televisor con sintonizador DVB-T2 y decodificador de video eficiente HEVC H.265. Los decodificadores estándar no pueden sintonizar/decodificar las emisiones en ultra alta definición. Desde 2014 ya empezaron a popularizarse los televisores DVB-T2, que lo incorporaban. Estos permiten ver emisiones TDT, en definición estándar SD y alta definición HD, bajo el estándar DVB-T y DVB-T2.Además de permitir ver las emisiones de TDT en Alta Definición HD y ultra alta definición 4K, bajo el estándar DVB-T2 con soporte de video eficiente HEVC H.265.
Desde el 26 de marzo de 2020, en España, por ley todos los nuevos televisores que se venden, deben estar dotados del estándar de transmisión de señales de segunda generación DVB-T2.
Para permitir e incentivar una renovación tecnológica del parque de televisores. Que permita a partir de 2025, en virtud del Real Decreto 250/2025, de 25 de marzo, por el que se aprueba el nuevo Plan Técnico Nacional de la Televisión Digital Terrestre y se regulan determinadas medidas de impulso de la evolución tecnológica de la televisión digital terrestre. Y que harà que, en el último trimestre del año 2025, la TDT en España dé el salto al estándar DVB-T2, en el multiplex estatal RGE-2, permitiendo la consolidación y extensión de las emisiones en ultra alta definición 4K.Y conviviendo temporalmente con las actuales emisiones en Alta Definición HD. Durante la segunda fase de transición (Fase 2), de transición a DVB-T2, el resto de multiplex cualquiera que sea su ámbito de cobertura, ya sea estatal, autonómico, insular o local, procederàn a migrar antes del año 2030, al estándar DVB-T2, permitiendo la transición del resto de canales, a emisiones en ultra alta definición UHD.

### Canales nacionales en Ultra Alta Definición (UHD)
- Las emisiones en ultra alta definición 4K activas actualmente son:[85]

| Operador                  | Canal                        | Inicio de emisiones             | Red             | Área de emisión |
| ------------------------- | ---------------------------- | ------------------------------- | --------------- | --- |
| Radio Televisión Española | La 1 UHD                     | 11 de febrero de 2024 (1 años)  | RGE2            | Nacional |
| Radio Televisión Española | RTVE UHD (próximamente)      | 30 de octubre de 2025 (-1 años) | RGE2            | Nacional |
| Atresmedia                | Antena 3 UHD (próximamente)  | 30 de octubre de 2025 (-1 años) | RGE2            | Nacional |
| Mediaset España           | Telecinco UHD (próximamente) | 30 de octubre de 2025 (-1 años) | RGE2            | Nacional |
| UHD Spain                 | TVE UHD UHD-2                | 2016                            | RGET 4K_Pruebas | Albacete: 26 Alcázar de San Juan: 33 Alicante: 34 Almansa: 26 Ávila: 41 Badajoz: 22 Barcelona: 43 Bilbao: 24 Burgos: 42 Cáceres: 27 Cádiz: 44 Castellón: 39 Ciudad Real: 33 Córdoba: 43 Coruña (La): 21 Cuenca: 35 El Ejido: 48 Gijón: 48 Gerona: 40 Granada: 48 Guadalajara: 35 Hellín: 26 Huelva: 38 Huesca: 37 Jaén: 43 Las Palmas de Gran Canaria: 41 León: 42 Lérida: 21 Logroño: 41 Lugo: 37 Madrid: 36 Málaga: 26 Mérida: 27 Murcia: 28 Orense: 33 Oviedo: 48 Palencia: 42 Palma de Mallorca: 22 Pamplona: 43 Pontevedra: 26 Puertollano: 33 Salamanca: 33 San Fernando de Henares: 36 San Sebastián: 47 Santa Cruz de Tenerife: 37 Santander: 34 Santiago de Compostela: 33 Segovia: 41 Sevilla: 36 Soria: 46 Tarragona: 42 Teruel: 43 Toledo: 35 Torrelles de Llobregat: 43 Valencia: 41 Valladolid: 27 Vitoria: 47 Zamora: 48 Zaragoza: 23 |

### Canales autonómicos en ultra alta definición
- Las emisiones en ultra alta definición 4K activas actualmente son:

| Operador                                                         | Canal             | Inicio de emisiones                | Red                                         | Disponibilidad                                                           |
| ---------------------------------------------------------------- | ----------------- | ---------------------------------- | ------------------------------------------- | ------------------------------------------------------------------------ |
| Radio y Televisión de Andalucía                                  | Canal Sur 4K      | 25 de abril de 2017 (8 años)       | MAUT DVB-T2 Mux en pruebas                  | Sevilla: 36 Málaga: 47 Córdoba: 44 Granada: 48 Cádiz: 44                 |
| Castilla-La Mancha Media                                         | CMM TV 4K         | 11 de diciembre de 2019 (5 años)   | MAUT DVB-T2 Mux en pruebas                  | Toledo: 35 Albacete: 26 Ciudad Real: 33 Cuenca: 35 Guadalajara: 35       |
| Corporación Catalana de Medios Audiovisuales                     | TV3 UHD           | 15 de septiembre de 2025 (-1 años) | MAUTP Cataluña                              | Barcelona: 33 Gerona: 36 Lérida norte: 40 Lérida sur: 36 Tarragona: 36   |
| Ente Público Euskal Irrati Telebista-Radio Televisión Vasca EITB | ETB1 UHD ETB2 UHD | 12 de junio de 2025 (0 años)       | MAUT País Vasco (Botón Azul Servicio HbbTV) | Álava: 45 Guipúzcoa: 48 Vizcaya: 35                                      |
| Corporación Radio y Televisión de Galicia                        | TVG UHD           | 26 de marzo de 2025 (0 años)       | MAUT Galicia                                | La Coruña norte: 25 La Coruña sur: 40 Lugo: 31 Orense: 25 Pontevedra: 37 |

### Múltiples digitales
Un múltiple digital es la señal compuesta para transmitir un canal o frecuencia radioeléctrica y que, al utilizar la tecnología digital, permite la incorporación de las señales correspondientes a varios canales de televisión y de las señales correspondientes a varios servicios asociados y a servicios de comunicaciones electrónicas.
El servicio de televisión digital terrestre de cobertura estatal se presta a través de la capacidad de siete múltiples digitales especificados en el Plan técnico nacional de la televisión digital terrestre, que se corresponden con cinco múltiples digitales basados en los múltiples RGE1, RGE2, MPE1, MPE2 y MPE3 que ya se venían explotando, y con dos nuevos múltiples digitales MPE4 y MPE5.
- La Corporación de Radio y Televisión Española continuará con la explotación del múltiple digital de cobertura estatal RGE1 (Red Global de cobertura Estatal -1) y de tres cuartas partes de la capacidad del múltiple digital de cobertura estatal RGE2, para la prestación del servicio público de comunicación audiovisual televisiva.[87]
- Los titulares de licencias del servicio de comunicación audiovisual televisiva de cobertura estatal explotarán los canales de televisión a que les habilitan sus licencias a través de la capacidad de los tres múltiples digitales MPE1, MPE2, MPE3, MP4 y MP5, así como la mitad de la capacidad del múltiple digital RGE2.
- Se reserva a cada una de las comunidades autónomas en su correspondiente ámbito territorial el múltiple digital de cobertura autonómica MAUT especificado en el Plan técnico nacional de la televisión digital terrestre. En el caso de Cataluña, mantendrá dos múltiples digitales.

## Canales
Un canal de televisión o canal digital es el conjunto de programas de televisión organizados dentro de un horario de programación que el público no puede alterar.
Durante la planificación, el gobierno estableció cinco tipos diferentes de canales. Los canales nacionales, concedidos por el Gobierno de España, los canales insulares, solo para las comunidades de ultramar, que se delimitan a una isla (dos en el caso Ibiza-Formentera), y están concedidos por el Gobierno de Canarias y el Gobierno de las Islas Baleares, los canales autonómicos y los canales locales, concedidos por los Gobiernos autonómicos, y por último, los canales denominados del tercer sector, concedidos por el Ministerio de Industria, después de su aprobación en el Senado.

### Canales nacionales
Los canales y emisoras nacionales, emiten para todo el país a través de siete multiplexores compartidos (RGE1, RGE2, MPE1, MPE2, MPE3, MPE4 y MPE5), bajo concesión recibida por el Gobierno de España a través del Ministerio de Industria. Desde el 14 de febrero de 2024, el número de canales nacionales es 27 (26 Alta Definición y 1 en Ultra Alta Definición), mientras que el número de emisoras nacionales es 23, exceptuando Cataluña donde emite además Ràdio 4.
Durante el periodo comprendido entre el inicio de las emisiones de la TDT el 30 de noviembre de 2005, hasta el fin del periodo de transición de analógico a digital el 3 de abril de 2010, seis empresas audiovisuales privadas, además del ente público de televisión RTVE, contaron con licencia de emisión a nivel nacional. En el año 2000 se concedieron cinco licencias digitales: Grupo Antena 3, Sogecable y Gestevisión Telecinco, que ya contaban con licencia analógica a través de la Ley de Televisión Privada, y Veo Televisión y Net TV, para su emisión exclusivamente en digital. En 2005 se otorgó la sexta licencia a Gestora de Inversiones Audiovisuales La Sexta, con motivo del lanzamiento del Plan Técnico Nacional de TDT, otorgándole además frecuencias analógicas provisionales. Estas seis empresas se redujeron a cuatro tras las fusiones entre Gestevisión Telecinco y Sogecuatro (2009) y Grupo Antena 3 y Gestora de Inversiones Audiovisuales La Sexta (2011).
| Grupo                                 | TV HD                                             | TV UHD-4K     | Radio                                                               | Red            |
| ------------------------------------- | ------------------------------------------------- | ------------- | ------------------------------------------------------------------- | -------------- |
| RTVE                                  | La 1 La 2 24 Horas Clan Teledeporte               | La 1 UHD      | Radio Nacional Radio Clásica Radio 3 Ràdio 4 Radio 5 Radio Exterior | RGE1 RGE2      |
| Atresmedia                            | Antena 3 La Sexta Neox Nova Mega Atreseries       |               | Onda Cero Europa FM Melodía FM                                      | MPE2 MPE4 MPE5 |
| Mediaset España                       | Telecinco Cuatro FDF Divinity Energy Boing Be Mad |               |                                                                     | MPE3 MPE4 MPE5 |
| Sociedad Gestora de Televisión Net TV | Squirrel Paramount Network                        |               | BOM Radio                                                           | MPE1           |
| Veo Televisión                        | Veo7 DMAX                                         |               | Radio Marca Cadena 100 Radio María                                  | MPE1           |
| Ábside Media                          | Trece                                             |               | COPE Rock FM                                                        | MPE4           |
| Grupo KISS Media                      | DKISS                                             |               | Kiss FM Hit FM EsRadio Cadena SER LOS40 Cadena Dial                 | RGE2           |
| Ten Media                             | Ten                                               |               | LOS40 Classic LOS40 Urban Radiolé                                   | MPE5           |
| Real Madrid Club de Fútbol            | Real Madrid TV                                    |               |                                                                     | MPE5           |
| UHD Spain                             |                                                   | TVE UHD UHD-2 | RNE Para Todos                                                      | 4K_Pruebas     |

#### Canales nacionales extintos
| Grupo                                         | Canales extintos |
| --------------------------------------------- | --- |
| Radio Televisión Española                     | Cultural·es TVE HD TVE 4K |
| Atresmedia Televisión                         | Nitro Xplora La Sexta 3 Gol Televisión                                                                                          |
| Mediaset España                               | Telecinco Estrellas Telecinco Sport Telecinco 2 CincoShop Gran Hermano 24H Canal Club Canal+ 2 La Tienda en Casa La Siete Nueve |
| Sogecable / Sogecuatro                        | Promo 40 Latino CNN+ |
| Gestora de Inversiones Audiovisuales La Sexta | TeleHit Hogar 10 La Sexta 2 |
| Veo Televisión                                | Sony TV Tienda en Veo Veo Televisión Marca TV AXN La Tienda en Casa Gol Play                                                    |
| Sociedad Gestora de Televisión Net TV         | Net TV Flymusic La 10 MTV Intereconomía TV EHS La Tienda en Casa Disney Channel                                                 |
| Unidad Editorial                              | OrbytTV |

### Canales autonómicos
Los canales autonómicos son emisoras regionales que emiten en un ámbito autonómico, es decir, en una comunidad autónoma.
Los principales medios autonómicos de España son de carácter público y son gestionados por el gobierno de la misma. Una gran parte de estos surgieron a partir de la Ley del Tercer Canal de Televisión impulsada por el Gobierno de Felipe González. La primera televisión autonómica en emitir fue en 1982 la vasca ETB 1. En cambio, las de nueva generación, nacieron a la vez que la TDT, gracias al aumento del espacio radioeléctrico. En total existen 15 entes autonómicos públicos (13 comunidades autónomas junto con las ciudades autónomas de Ceuta y Melilla).
Los canales autonómicos públicos están asociados en la Federación de Organismos de Radio y Televisión Autonómicos (FORTA) a excepción de la Corporación Extremeña de Medios Audiovisuales, Radio Televisión de Ceuta y RTV Melilla.
De las 17 comunidades autónomas y 2 ciudades autónomas de España solo Castilla y León, Cantabria, La Rioja y Navarra no poseen una televisión autonómica pública.
Además de las cadenas públicas, hay un importante número de canales autonómicos privados, que están aumentando por la implantación de la TDT en España. Todas las comunidades autonómicas han concedido canales privados, a excepción de Aragón y País Vasco. Cantabria no ha resuelto todavía este concurso.
En el año 2010, Vocento puso en marcha en la TDT La 10, una red nacional de televisiones autonómicas privadas "al estilo FORTA". En septiembre de 2010, esta red autonómica pasó a emitir a nivel nacional bajo la marca "La 10".
Cada comunidad autónoma ha recibido entre 1 y 2 múltiplex para la emisión tanto de canales públicos como privados, a excepción de Cataluña, que había recibido 3 hasta el año 2014, con la posterior aplicación del Primer Dividendo Digital. Estos múltiplex tienen frecuencias provinciales, por lo tanto, permiten desconexiones en cada provincia.
El día 26 de octubre de 2014, como consecuencia de la aplicación del Primer Dividendo Digital (Banda 800 MHz), para el despliegue y la implantación del 4G en España. Se cerraron en todas las comunidades autónomas (excepto Cataluña) el segundo mux autonómico y todos los canales que estaban emitiendo ahí se pasaron al primer mux autonómico que a partir de ese día se le cambió el nombre por MAUT. Solo en Cataluña tienen dos mux autonómicos actualmente.
| Comunidad autónoma         | Mux   | TV HD                                                                             | TV UHD-4K                                                                      | Radio                                                             | Canal de emisión |
| -------------------------- | ----- | --------------------------------------------------------------------------------- | ------------------------------------------------------------------------------ | ----------------------------------------------------------------- | --- |
| Andalucía                  | MAUT  | Canal Sur Canal Sur 2 Andalucía TV BOM Cine                                       | Canal Sur 4K                                                                   | Canal Sur Radio Radio Andalucía Canal Fiesta Flamenco Radio       | Almería: 30 Cádiz: 46 Córdoba norte: 29 Córdoba sur: 36 Granada sur: 23 Granada este: 43 Granada oeste: 30 Huelva: 26 Jaén: 42 Málaga: 34 Sevilla: 37 |
| Aragón                     | MAUT  | Aragón TV                                                                         |                                                                                | Aragón Radio                                                      | Huesca: 45 Teruel: 26 Zaragoza norte: 40 Zaragoza sur: 38                                                                                             |
| Principado de Asturias     | MAUT  | TPA7 TPA8                                                                         |                                                                                | RPA Radio Langreo                                                 | Asturias: 45 |
| Islas Baleares             | MAUT  | IB3 TV3 CAT SX3/33 3/24 Fibwi4 TV                                                 |                                                                                | IB3 Ràdio Catalunya Ràdio Fibwi4 Ràdio                            | Islas Baleares: 26 |
| Canarias                   | MAUT  | TV Canaria Atlántico TV Mírame TV                                                 |                                                                                | Canarias Radio Atlántico Radio La Mueve                           | Fuerteventura: 30 Lanzarote: 30 Las Palmas: 22 Tenerife: 40                                                                                           |
| Cantabria                  | MAUT  | Popular TV Cantabria Cantabria 7 Televisión                                       |                                                                                | COPE Cantabria                                                    | Cantabria: 44 |
| Castilla-La Mancha         | MAUT  | CMM TV                                                                            | CMM TV 4K                                                                      | CMM Radio                                                         | Albacete: 37 Ciudad Real: 43 Cuenca: 36 Guadalajara: 28 Toledo: 23                                                                                    |
| Castilla y León            | MAUT  | La 7 CYL La 8 CYL Nuevo canal privado (próximamente a concurso público)           |                                                                                | esRadio Castilla y León Vive Radio                                | Ávila: 21 Burgos norte: 24 Burgos sur: 35 León este: 33 Bierzo: 40 Palencia: 23 Salamanca: 23 Segovia: 24 Soria: 41 Valladolid: 25 Zamora: 36         |
| Cataluña                   | MAUT  | TV3 SX3/33 Esport3 3/24 IB3 Global                                                |                                                                                | Catalunya Ràdio Catalunya Informació Catalunya Música iCat.cat    | Barcelona: 44 Gerona: 30 Lérida: 22 Tarragona: 24 |
| Cataluña                   | MAUTP | TVE Cataluña (próximamente) Nuevo canal privado (próximamente a concurso público) | TV3 UHD (próximamente) 3cat UHD 2 (segunda señal temática próximamente)        | Ràdio 4 Catalunya (RNE) (próximamente)                            | Barcelona: 33 Gerona: 36 Lérida norte: 40 Lérida sur: 36 Tarragona: 36                                                                                |
| Ceuta                      | MAUT  | TV Ceuta Canal Sur Andalucía                                                      |                                                                                | Radio Ceuta Canal Sur Radio                                       | Ceuta: 37 |
| Comunidad Valenciana       | MAUT  | À Punt La 8 Mediterráneo BOM Cine                                                 |                                                                                | À Punt FM                                                         | Castellón: 38 Valencia: 29 Alicante: 25 |
| Extremadura                | MAUT  | Canal Extremadura                                                                 |                                                                                | Canal Extremadura Radio                                           | Badajoz este: 28 Badajoz oeste: 46 Cáceres: 46 |
| Galicia                    | MAUT  | TVG TVG2                                                                          | TVG UHD                                                                        | Radio Galega Radio Galega Música Son Galicia Radio Radio Picariña | La Coruña norte: 25 La Coruña sur: 40 Lugo: 31 Orense: 25 Pontevedra: 37                                                                              |
| Comunidad de Madrid        | MAUT  | Telemadrid La Otra Telemadrid HDR BOM Cine                                        |                                                                                | Onda Madrid                                                       | Madrid: 38 |
| Melilla                    | MAUT  | TV Melilla Canal Sur Andalucía Popular TV Melilla                                 |                                                                                | Onda Melilla Canal Sur Radio                                      | Melilla: 43 |
| Región de Murcia           | MAUT  | La 7 Onda Regional TV Popular TV R. Murcia BOM Cine                               |                                                                                | Onda Regional de Murcia OR Música                                 | Murcia: 29 |
| Comunidad Foral de Navarra | MAUT  | Navarra Televisión Navarra Televisión 2 ETB1 ETB2                                 |                                                                                | Euskadi Irratia Radio Euskadi Gaztea                              | Navarra: 26 |
| País Vasco                 | MAUT  | ETB1 ETB2 ETB3 ETB4                                                               | ETB1 UHD ETB2 UHD (Señales disponibles a través del servicio HbbTV Botón Azul) | Euskadi Irratia Radio Euskadi EITB Musika Gaztea Radio Vitoria    | Álava: 45 Guipúzcoa: 48 Vizcaya: 35 |
| La Rioja                   | MAUT  | TVR La 7 La Rioja                                                                 |                                                                                | Cope La Rioja                                                     | La Rioja este: 38 La Rioja oeste: 44 |

#### Canales autonómicos extintos
| Grupo                                       | Canal                  | Inicio de emisiones | Cese de emisiones | Área de emisión                                                                                       |
| ------------------------------------------- | ---------------------- | --- | --- | --- |
| Corporación Aragonesa de Radio y Televisión | Aragón 2 HD            | 25 de junio de 2007 (18 años) | 10 de abril de 2017 (8 años) | Aragón                                                                                                |
| Radiotelevisión Valenciana                  | Canal Nou              | 9 de octubre de 1989 (35 años) | 29 de noviembre de 2013 (11 años) | Comunidad Valenciana                                                                                  |
| Radiotelevisión Valenciana                  | Nou 2                  | 9 de octubre de 1997 (27 años) | 6 de julio de 2013 (12 años) | Comunidad Valenciana                                                                                  |
| Radiotelevisión Valenciana                  | Nou 24                 | 3 de febrero de 2009 (16 años) | 29 de noviembre de 2013 (11 años) | Comunidad Valenciana                                                                                  |
| Radiotelevisión Valenciana                  | Canal Nou HD           | 1 de agosto de 2009 (16 años) | 29 de noviembre de 2013 (11 años) | Comunidad Valenciana                                                                                  |
| Radio y Televisión de Andalucía             | Canal Sur HD           | 26 de febrero de 2010 (15 años) | 28 de febrero de 2015 (10 años) | Andalucía                                                                                             |
| Radio y Televisión de Castilla-La Mancha    | CMT 2                  | 9 de febrero de 2009 (16 años) | 15 de diciembre de 2011 (13 años) | Castilla-La Mancha                                                                                    |
| Radio Televisión Canaria                    | Televisión Canaria Dos | 30 de mayo de 2006 (19 años) | 31 de julio de 2012 (13 años) | Canarias                                                                                              |
| Corporación Voz de Galicia                  | V Televisión           | 30 de mayo de 2010 (15 años) | 1 de enero de 2018 (7 años) | Galicia El Bierzo                                                                                     |
| European Home Shopping TV                   | Ehs.TV                 | 20 de febrero de 2013 (12 años) (Andalucía, Comunidad de Madrid, Comunidad Valenciana, Islas Baleares y Región de Murcia) 14 de octubre de 2013 (11 años) (Castilla-La Mancha) | 4 de octubre de 2014 (10 años) (Castilla-La Mancha) 1 de enero de 2015 (10 años) (Islas Baleares) 19 de agosto de 2016 (8 años) (Andalucía, Comunidad de Madrid, Comunidad Valenciana y Región de Murcia) | Andalucía Castilla-La Mancha Comunidad de Madrid Comunidad Valenciana Islas Baleares Región de Murcia |
| European Home Shopping TV                   | Ehs2.TV                | 1 de agosto de 2013 (12 años) | 1 de octubre de 2013 (11 años) | Andalucía                                                                                             |
| Smile Adversiting                           | Metropolitan TV        | 25 de octubre de 2010 (14 años) 20 de junio de 2012 (13 años) (Región de Murcia)                                                                                               | 20 de febrero de 2013 (12 años) | Andalucía Comunidad de Madrid Comunidad Valenciana Región de Murcia                                   |
| Radiotelevisión del Principado de Asturias  | TPA9 HD                | 27 de marzo de 2010 (15 años) | 12 de febrero de 2024 (1 años) | Principado de Asturias                                                                                |

### Canales insulares
Los canales insulares son emisoras regionales de televisión que emiten en un ámbito insular, es decir, en una isla.
Estos canales son exclusivos de las comunidades autónomas de Canarias e Islas Baleares y tienen como demarcación cada una de las islas de su territorio, a excepción de las islas de Formentera e Ibiza que componen una única demarcación.
Ambos Gobiernos han decidido otorgar medio múltiplex a canales locales públicos, liberando así las licencias locales solo para emisoras privadas.

#### Canarias
| Demarcación (Isla/s)  | Canales televisión                                      | Canales radio                                 | Canal | Frecuencia |
| --------------------- | ------------------------------------------------------- | --------------------------------------------- | ----- | ---------- |
| Isla de El Hierro     | El Día TV El Hierro                                     | El Día Radio El Hierro                        | 32    | 562 MHz    |
| Isla de Fuerteventura | Tindaya TV                                              |                                               | 43    | 650 MHz    |
| Isla de Gran Canaria  | Canal 13 Digital Nortevisión Mírame TV Gran Canaria TV  | Gran Canaria Radio Radio Gáldar NorteRadio    | 52    | 722 MHz    |
| Isla de Lanzarote     | Canal 13 Lanzarote Biosfera TV                          | Biosfera Radio COPE O2 Radio                  | 28    | 530 MHz    |
| Isla de La Gomera     | TV La Gomera 1 TV La Gomera 2 El Día TV La Gomera       | Radio La Gomera El Día Radio La Gomera        | 49    | 802 MHz    |
| Isla de La Palma      | El Día TV La Palma Canal 11 La Palma                    | Canal 11 La Palma Radio El Día Radio La Palma | 33    | 570 MHz    |
| Isla de Tenerife      | El Día TV Tenerife Teidevisión Canal 6 Canal 4 Tenerife | El Día Radio Tenerife Canal 4 Tenerife Radio  | 47    | 754 MHz    |

#### Islas Baleares
| Demarcación      | Canales televisión                                         | Canales radio | Canal | Frecuencia |
| ---------------- | ---------------------------------------------------------- | --- | ----- | ---------- |
| Isla de Ibiza    | Fibwi4 Ibiza y Formentera Televisión de Ibiza y Formantera | Onda 4 Ibiza y Formentera                                                                                                 | 47    | 578 MHz    |
| Isla de Mallorca | La Tienda en Casa Canal 4 Televisió HD                     | Canal 4 Ràdio Radio Murta Das Inselradio Última Hora Radio Mallorca Sunshine Radio Russkoe Radio Mallorca Onda 4 Mallorca | 37    | 602 MHz    |
| Isla de Menorca  | Fibwi4 Menorca Televisió Menorquina                        | Onda 4 Menorca Ràdio Menorquina                                                                                           | 39    | 730 MHz    |

### Canales locales
Los canales locales son emisoras regionales que emiten en un ámbito local. Este ámbito ha sido determinado por el Gobierno de España en el Plan Técnico Nacional de TDT, si bien las concesiones corren a cargo de las comunidades autónomas.
Cada gobierno autonómico ha decidido la manera de otorgar estas concesiones. En la mayoría de autonomías han reservado un mínimo de una señal para su explotación por los ayuntamientos incluidos en esa demarcación, a excepción de las Islas Baleares y Canarias porque estos han sido situados en las licencias insulares, y el País Vasco, donde los ayuntamientos debían participar en el concurso, junto con las privadas, y donde finalmente, solo el ayuntamiento de San Sebastián, tendrá licencia.

#### Andalucía
| Demarcación   | Canales televisión     | Canales radio | Red    | Canal | Frecuencia |
| ------------- | ---------------------- | ------------- | ------ | ----- | ---------- |
| Albox         | Indalo TV              |               | TL01AL | 28    | 530 MHz    |
| Almería       | Interalmería TV 8 TV   |               | TL02AL | 34    | 578 MHz    |
| El Ejido      | 8 TV                   |               | TL03AL | 27    | 522 MHz    |
| Huércal-Overa | Levante TV 9 Indalo TV |               | TL04AL | 24    | 498 MHz    |
| Níjar         | Indalo TV              |               | TL05AL | 28    | 530 MHz    |

| Demarcación          | Canales televisión                                                | Canales radio | Red    | Canal | Frecuencia |
| -------------------- | ----------------------------------------------------------------- | ------------- | ------ | ----- | ---------- |
| Algeciras            | Onda Algeciras TV 8 Campo Gibraltar 8 La Línea Canal San Roque TV |               | TL01CA | 28    | 530 MHz    |
| Arcos de la Frontera | Canal Sierra de Cádiz 8 TV Siete Andalucía                        |               | TL02CA | 24    | 498 MHz    |
| Cádiz                | Onda Cádiz RTV Tarifa 8 TV Cádiz Siete Andalucía                  |               | TL03CA | 54    | 738 MHz    |
| Chiclana Frontera    | RTV Tarifa 8 TV Cádiz 8 TV Chiclana 8 TV El Puerto                |               | TL04CA | 52    | 722 MHz    |
| Jerez de la Frontera | Onda Jerez TV Costa Noroeste TV Siete Andalucía 8 TV              |               | TL05CA | 30    | 546 MHz    |
| Medina-Sidonia       | 8 TV                                                              |               | TL08CA | 43    | 650 MHz    |
| Olvera               |                                                                   |               | TL06CA |       | MHz        |
| Ubrique              | Canal Sierra de Cádiz 8 TV Siete Andalucía                        |               | TL07CA | 50    | 706 MHz    |

| Demarcación           | Canales televisión          | Canales radio | Red    | Canal | Frecuencia |
| --------------------- | --------------------------- | ------------- | ------ | ----- | ---------- |
| Baena                 | Cancionero TV               |               | TL01CO | 38    | 610 MHz    |
| Córdoba               | TVM Mezquita TV 8 TV        |               | TL02CO | 30    | 546 MHz    |
| Hinojosa del Duque    |                             |               | TL03CO |       | MHz        |
| Lucena                | 8 TV Estepa Canal Subbética |               | TL04CO | 40    | 626 MHz    |
| Montilla              | Siete Andalucía             |               | TL05CO | 33    | 570 MHz    |
| Montoro               |                             |               | TL05CO | 59    | 778 MHz    |
| Palma del Río         | TeleQuivir Guadalquivir TV  |               | TL06CO | 35    | 586 MHz    |
| Peñarroya-Pueblonuevo |                             |               | TL07CO |       | MHz        |
| Pozoblanco            |                             |               | TL08CO |       | MHz        |
| Priego de Córdoba     |                             |               | TL09CO | 47    | 682 MHz    |
| Puente Genil          |                             |               | TL10CO | 32    | 562 MHz    |

| Demarcación | Canales televisión                                                                                        | Canales radio | Red    | Canal | Frecuencia |
| ----------- | --- | ------------- | ------ | ----- | ---------- |
| Almuñécar   | Asociación Cultural Radio Televisión Adventista de Málaga (próximamente) Kiss TV Andalucía (próximamente) |               | TL01GR | 37    | 602 MHz    |
| Baza        | Asociación Cultural Radio Televisión Adventista de Málaga (próximamente)                                  |               | TL02GR | 27    | 522 MHz    |
| Granada     | TG7 8 TV Granada Publicaciones del Sur PTV Granada                                                        | TG7 Radio     | TL03GR | 43    | 650 MHz    |
| Guadix      | TCG Guadix                                                                                                |               | TL04GR | 37    | 602 MHz    |
| Huéscar     | Asociación Cultural Radio Televisión Adventista de Málaga (próximamente)                                  |               | TL05GR | 30    | 546 MHz    |
| Iznalloz    | Publicaciones del Sur (próximamente)                                                                      |               | TL06GR |       | MHz        |
| Loja        | |               | TL07GR | 28    | 530 MHz    |
| Motril      | TeleMotril GCFTV                                                                                          | Onda Sur      | TL08GR | 25    | 506 MHz    |

| Demarcación | Canales televisión                   | Canales radio | Red   | Canal | Frecuencia |
| ----------- | ------------------------------------ | ------------- | ----- | ----- | ---------- |
| Almonte     | Doñana Comunicación Teleonuba CNH    |               | TL01H | 46    | 674 MHz    |
| Aracena     | Más TV Huelva                        |               | TL02H | 29    | 538 MHz    |
| Huelva      | Huelva TV Canal Luz El Sembrador CNH |               | TL03H | 50    | 706 MHz    |
| Lepe        | Canal Costa TeleOnuba                |               | TL04H | 43    | 650 MHz    |

| Demarcación   | Canales televisión                                 | Canales radio                 | Red   | Canal | Frecuencia |
| ------------- | -------------------------------------------------- | ----------------------------- | ----- | ----- | ---------- |
| Alcalá Real   |                                                    |                               | TL01J | 25    | 506 MHz    |
| Andújar       | Canal 45 TV Alternativa TV Portal Azul TV Nueva TV |                               | TL02J | 40    | 626 MHz    |
| Cazorla       | Diez TV Cazorla                                    |                               | TL03J | 24    | 498 MHz    |
| Jaén          | Onda Jaén (sin emisión) 7TV Jaén PTV Jaén          | Onda Jaén Radio (sin emisión) | TL04J | 31    | 554 MHz    |
| Linares       | 7TV Linares                                        |                               | TL05J | 41    | 634 MHz    |
| Úbeda         | 7TV La Loma Diez TV Úbeda 9 La Loma                |                               | TL06J | 38    | 610 MHz    |
| Villacarrillo | Diez TV Las Villas                                 |                               | TL07J | 36    | 594 MHz    |

| Demarcación  | Canales televisión                                  | Canales radio      | Red    | Canal | Frecuencia |
| ------------ | --------------------------------------------------- | ------------------ | ------ | ----- | ---------- |
| Álora        | 101 TV Siete TV Málaga 24h                          |                    | TL01MA | 38    | 610 MHz    |
| Antequera    | 101 TV Antequera Antaquira Televisión Digital       |                    | TL02MA | 31    | 554 MHz    |
| Estepona     | 101 TV Estepona TV Mediterráneo TV Siete Andalucía  |                    | TL03MA | 40    | 626 MHz    |
| Fuengirola   | Fuengirola TV 73TV Costa del Sol TV Siete Andalucía |                    | TL04MA | 22    | 482 MHz    |
| Málaga       | Canal Málaga TV 101 TV Málaga 8 TV Málaga Ver-T     | Canal Málaga Radio | TL05MA | 51    | 714 MHz    |
| Málaga       | Torrevisión Chat Siete Andalucía PTV                |                    | TL10MA | 58    | 770 MHz    |
| Marbella     | 101 TV RTV Marbella 7 TV Marbella M95               |                    | TL06MA | 37    | 602 MHz    |
| Nerja        | Axarquía TV 101 TV Axarquía                         |                    | TL07MA | 46    | 674 MHz    |
| Ronda        | Siete Andalucía                                     |                    | TL08MA | 30    | 546 MHz    |
| Vélez-Málaga | Axarquía TV Axartel TV 101 TV Axarquía              |                    | TL09MA | 40    | 626 MHz    |

| Demarcación          | Canales televisión                             | Canales radio | Red    | Canal | Frecuencia |
| -------------------- | ---------------------------------------------- | ------------- | ------ | ----- | ---------- |
| Dos Hermanas         | Televisión Carmona                             |               | TL01SE | 34    | 578 MHz    |
| Écija                | Écija Comarca TV 8 TV Écija Telécija           |               | TL02SE | 28    | 530 MHz    |
| Estepa               | 8 TV Estepa Andalucía Digital TV Giganet TV HD |               | TL03SE | 47    | 682 MHz    |
| Lebrija              |                                                |               | TL04SE | 21    | 474 MHz    |
| Lora del Río         |                                                |               | TL05SE | 32    | 562 MHz    |
| Morón de la Frontera | 8 TV Morón                                     |               | TL06SE | 39    | 618 MHz    |
| Sevilla              | 7TV Andalucía PTV Sevilla Betis TV             |               | TL07SE | 24    | 498 MHz    |
|                      | SFC Televisión Vivamóvil TV                    |               | TL09SE | 43    | 650 MHz    |
| Utrera               | Uvitel                                         |               | TL08SE | 29    | 538 MHz    |

#### Aragón
| Demarcación | Canales televisión                | Canales radio | Red    | Canal | Frecuencia |
| ----------- | --------------------------------- | ------------- | ------ | ----- | ---------- |
| Barbastro   | 15 TV Canal 25 Barbastro          | SER Barbastro | TL01HU | 31    | 554 MHz    |
| Fraga       | Digital Fraga TV                  |               | TL02HU | 37    | 602 MHz    |
| Huesca      | 15 TV Antena Aragón Altoaragón TV | SER           | TL03HU | 43    | 650 MHz    |
| Jaca        | 15 TV                             |               | TL04HU | 24    | 498 MHz    |
| Monzón      |                                   |               | TL05HU | 33    | 570 MHz    |

| Demarcación | Canales televisión  | Canales radio | Red    | Canal | Frecuencia |
| ----------- | ------------------- | ------------- | ------ | ----- | ---------- |
| Alcañiz     |                     |               | TL01TE | 21    | 474 MHz    |
| Andorra     |                     |               | TL02TE | 38    | 610 MHz    |
| Calamocha   | Calamocha TV        |               | TL03TE | 48    | 690 MHz    |
| Teruel      | 15 TV Antena Aragón |               | TL04TE | 42    | 642 MHz    |

| Demarcación               | Canales televisión             | Canales radio | Red   | Canal | Frecuencia |
| ------------------------- | ------------------------------ | ------------- | ----- | ----- | ---------- |
| Alagón                    | 8TV El Periscopio María+Visión |               | TL06Z | 35    | 586 MHz    |
| Calatayud                 |                                |               | TL02Z | 29    | 538 MHz    |
| Caspe                     |                                |               | TL03Z | 31    | 554 MHz    |
| Ejea Caballeros           |                                |               | TL04Z | 39    | 618 MHz    |
| La Almunia de Doña Godina | 15 TV                          |               | TL01Z | 36    | 594 MHz    |
| Tarazona                  | 15 TV                          |               | TL07Z | 35    | 586 MHz    |
| Zaragoza                  | Antena Aragón 7 TV             |               | TL05Z | 31    | 554 MHz    |

#### Asturias
| Demarcación      | Canales televisión          | Canales radio | Red    | Canal | Frecuencia |
| ---------------- | --------------------------- | ------------- | ------ | ----- | ---------- |
| Avilés           | Vinx                        |               | TL01AS | 47    | 682 MHz    |
| Cangas de Narcea | Tele Narcea                 |               | TL02AS | 25    | 506 MHz    |
| Gijón            | Canal 10 (sin emisión) Vinx |               | TL03AS | 38    | 610 MHz    |
| Infiesto-Piloña  |                             |               | TL04AS | 44    | 658 MHz    |
| Llanes           |                             |               | TL05AS | 37    | 602 MHz    |
| Luarca-Valdés    |                             |               | TL06AS | 23    | 490 MHz    |
| Mieres           |                             |               | TL07AS | 46    | 674 MHz    |
| Oviedo           | Vinx                        |               | TL08AS | 43    | 650 MHz    |

#### Baleares
| Demarcación       | Canales televisión          | Canales TV UHD-4K | Canales radio | Red    | Canal | Frecuencia |
| ----------------- | --------------------------- | ----------------- | ------------- | ------ | ----- | ---------- |
| Ibiza-Formentera  | Ibiza Global TV TEF         | Fibwi TV HD       | Fibwi Radio   | TL01IB | 34    | 610 MHz    |
| Inca              | Fibwi TV HD                 |                   | Fibwi Radio   | TL02IB | 36    | 594 MHz    |
| Manacor           | Fibwi TV HD                 |                   | Fibwi Radio   | TL03IB | 29    | 538 MHz    |
| Menorca           | Fibwi4 Televisió Menorquina | Fibwi TV HD       | Fibwi Radio   | TL04IB | 38    | 610 MHz    |
| Palma de Mallorca | Fight Time HD Fibwi TV HD   | Fibwi TV UHD      | Fibwi Radio   | TL05IB | 41    | 634 MHz    |
| Pollensa          | Fibwi TV HD                 |                   | Fibwi Radio   | TL06IB | 46    | 674 MHz    |
| Sóller            | Fibwi TV HD                 |                   | Fibwi Radio   | TL07IB | 43    | 666 MHz    |

#### Canarias
| Demarcación                | Canales televisión                               | Canales radio | Red    | Canal | Frecuencia |
| -------------------------- | ------------------------------------------------ | ------------- | ------ | ----- | ---------- |
| Fuerteventura              | Mírame TV                                        | Teide Radio   | TL01GC | 37    | 602 MHz    |
| Lanzarote                  | Lancelot TV Mírame TV                            |               | TL02GC | 21    | 474 MHz    |
| Las Palmas de Gran Canaria | Gran Canaria TV TIC Canal 8 Canal 4              |               | TL04GC | 44    | 658 MHz    |
| Mogán                      | TV Mogán Canal 4 Telde Mírame TV Gran Canaria TV |               | TL03GC | 58    | 770 MHz    |
| Telde                      | Este Canal Gran Canaria TV TIC Canal 8 Canal 4   |               | TL05GC | 40    | 626 MHz    |

| Demarcación            | Canales televisión | Canales radio                      | Red    | Canal | Frecuencia |
| ---------------------- | ------------------ | ---------------------------------- | ------ | ----- | ---------- |
| Arona                  | Mírame TV          |                                    | TL01TF | 38    | 610 MHz    |
| La Gomera              | Mírame TV          |                                    | TL02TF | 21    | 474 MHz    |
| El Hierro              | Mírame TV          |                                    | TL03TF | 34    | 578 MHz    |
| La Orotava             | Mírame TV Canal 4  | Canal 4 Radio                      | TL04TF | 30    | 546 MHz    |
| La Palma               | Mírame TV Canal 11 | Canal 11 Radio                     | TL05TF | 28    | 530 MHz    |
| Santa Cruz de Tenerife | Mírame TV Canal 4  | Canal 4 Radio La 10 Radio Tenerife | TL06TF | 24    | 498 MHz    |

#### Cantabria
| Demarcación     | Canales televisión                       | Canales radio  | Red   | Canal | Frecuencia |
| --------------- | ---------------------------------------- | -------------- | ----- | ----- | ---------- |
| Castro-Urdiales | 11 TV (Cantabria) Cantabria 7 Televisión | COPE Cantabria | TL01S | 39    | 618 MHz    |
| Potes           | Cantabria 7 Televisión                   | COPE Cantabria | TL02S | 33    | 706 MHz    |
| Reinosa         | Cantabria 7 Televisión                   | COPE Cantabria | TL03S | 23    | 490 MHz    |
| Santander       | Cantabria 7 Televisión                   | COPE Cantabria | TL04S | 30    | 762 MHz    |
| Selaya          | Cantabria 7 Televisión                   | COPE Cantabria | TL05S | 45    | 666 MHz    |
| Torrelavega     | Cantabria 7 Televisión                   | COPE Cantabria | TL06S | 41    | 634 MHz    |

#### Castilla-La Mancha
| Demarcación        | Canales televisión                                                                                                 | Canales radio | Red    | Canal | Frecuencia |
| ------------------ | --- | ------------- | ------ | ----- | ---------- |
| Albacete           | Visión 6 (Provincia de Albacete)                                                                                   |               | TL01AB | 47    | 682 MHz    |
| Alcaraz            | Visión 6 (Provincia de Albacete)                                                                                   |               | TL02AB | 41    | 634 MHz    |
| Almansa            | Canal Imagen Caudete (Altiplanicie de Almansa) Visión 6 (Provincia de Albacete)                                    |               | TL03AB | 39    | 738 MHz    |
| Elche de la Sierra | Visión 6 (Provincia de Albacete)                                                                                   |               | TL04AB | 31    | 746 MHz    |
| Hellín             | Visión 6 (Provincia de Albacete) TV Hellín (Campos de Hellín)                                                      |               | TL05AB | 22    | 698 MHz    |
| La Roda            | Visión 6 (Provincia de Albacete)                                                                                   |               | TL06AB | 42    | 642 MHz    |
| Villarrobledo      | Canal 4 Mancha Centro (Mancha Alta Albaceteña) TV La Mancha (Tomelloso-La Mancha) Visión 6 (Provincia de Albacete) |               | TL07AB | 22    | 698 MHz    |

| Demarcación         | Canales televisión | Canales radio | Red    | Canal | Frecuencia |
| ------------------- | --- | ------------- | ------ | ----- | ---------- |
| Alcázar de San Juan | Mancha Centro TV (La Mancha (Ciudad Real)) |               | TL01CR | 35    | 586 MHz    |
| Almadén             | Imás TV (Provincia de Ciudad Real) |               | TL02CR | 24    | 706 MHz    |
| Ciudad Real         | CRTV (Ciudad Real-Campo de Calatrava) TV La Mancha (Tomelloso-La Mancha) Imás TV (Provincia de Ciudad Real)                                                   |               | TL03CR | 34    | 578 MHz    |
| Manzanares          | Membrilla TV (Campo de Montiel (Ciudad Real)) Manzanares 10 TV (La Mancha (Ciudad Real) TV La Mancha (Tomelloso-La Mancha) Imás TV (Provincia de Ciudad Real) |               | TL04CR | 38    | 610 MHz    |
| Puertollano         | Imás TV (Provincia de Ciudad Real) |               | TL05CR | 31    | 554 MHz    |
| Tomelloso           | TV La Mancha (Tomelloso-La Mancha) Imás TV (Provincia de Ciudad Real)                                                                                         |               | TL06CR | 29    | 722 MHz    |
| Valdepeñas          | Imás TV (Provincia de Ciudad Real) Popular TV Valdepeñas (La Mancha (Ciudad Real))                                                                            |               | TL07CR | 26    | 514 MHz    |

| Demarcación       | Canales televisión                                                         | Canales radio                           | Red    | Canal | Frecuencia |
| ----------------- | -------------------------------------------------------------------------- | --------------------------------------- | ------ | ----- | ---------- |
| Cuenca            | TV La Mancha (Tomelloso-La Mancha)                                         |                                         | TL01CU | 38    | 610 MHz    |
| Las Pedroñeras    | TV La Mancha (Tomelloso-La Mancha) TV Pedroñeras (Comarca de San Clemente) |                                         | TL04CU | 33    | 666 MHz    |
| Quintanar del Rey | Teletoledo (Provincia de Toledo) Canal diocesano (Provincia de Toledo)     | Radio Santa María (Provincia de Toledo) | TL02CU | 35    | 722 MHz    |
| Tarancón          | Teletoledo (Provincia de Toledo) Canal diocesano (Provincia de Toledo)     | Radio Santa María (Provincia de Toledo) | TL03CU | 29    | 538 MHz    |

| Demarcación         | Canales televisión                                                                                  | Canales radio                                                                   | Red    | Canal | Frecuencia |
| ------------------- | --------------------------------------------------------------------------------------------------- | ------------------------------------------------------------------------------- | ------ | ----- | ---------- |
| Azuqueca de Henares | Guada TV (Provincia de Guadalajara) Alcarria TV (conecta con El Toro TV) (Provincia de Guadalajara) | Alcarria Radio (conecta con Radio Libertad (España)) (Provincia de Guadalajara) | TL01GU | 30    | 546 MHz    |
| Guadalajara         | Guada TV (Provincia de Guadalajara) Alcarria TV (conecta con El Toro TV) (Provincia de Guadalajara) | Alcarria Radio (conecta con Radio Libertad (España)) (Provincia de Guadalajara) | TL02GU | 23    | 506 MHz    |

| Demarcación           | Canales televisión                                                                                           | Canales radio                           | Red    | Canal | Frecuencia |
| --------------------- | --- | --------------------------------------- | ------ | ----- | ---------- |
| Illescas              | Teletoledo (Provincia de Toledo) Canal diocesano (Provincia de Toledo)                                       | Radio Santa María (Provincia de Toledo) | TL01TO | 44    | 578 MHz    |
| Madridejos            | Canal diocesano (Provincia de Toledo) TeleToledo (Provincia de Toledo)                                       | Radio Santa María (Provincia de Toledo) | TL02TO | 39    | 762 MHz    |
| Quintanar de la Orden | Canal diocesano (Provincia de Toledo) TeleToledo (Provincia de Toledo)                                       | Radio Santa María (Provincia de Toledo) | TL03TO | 23    | 490 MHz    |
| Talavera de la Reina  | TeleToledo (Provincia de Toledo) Canal Comercial (Tierras de Talavera) Canal diocesano (Provincia de Toledo) | Radio Santa María (Provincia de Toledo) | TL04TO | 46    | 674 MHz    |
| Toledo                | Canal diocesano (Provincia de Toledo) Teletoledo (Provincia de Toledo)                                       | Radio Santa María (Provincia de Toledo) | TL05TO | 27    | 522 MHz    |
| Torrijos              | Canal diocesano (Provincia de Toledo) Teletoledo (Provincia de Toledo)                                       | Radio Santa María (Provincia de Toledo) | TL06TO | 28    | 690 MHz    |

#### Castilla y León
| Demarcación | Canales televisión | Canales radio  | Red    | Canal | Frecuencia |
| ----------- | ------------------ | -------------- | ------ | ----- | ---------- |
| Ávila       | Hit TV             | Kiss FM Hit FM | TL01AV | 32    | MHz        |

| Demarcación  | Canales televisión                                        | Canales radio                        | Red    | Canal | Frecuencia |
| ------------ | --------------------------------------------------------- | ------------------------------------ | ------ | ----- | ---------- |
| Aranda Duero | Telearanda                                                | Radio Iris 7                         | TL01BU | 23    |            |
| Burgos       | Hit TV La de Burgos TV Canal 54 Burgos Onda Anda Lerma TV | Kiss FM Hit FM Onda Anda Lerma Radio | TL02BU | 33    |            |
| Miranda Ebro | La de Miranda TV                                          |                                      | TL03BU | 38    |            |

| Demarcación | Canales televisión                           | Canales radio                                                  | Red    | Canal  | Frecuencia |
| ----------- | -------------------------------------------- | -------------------------------------------------------------- | ------ | ------ | ---------- |
| Astorga     | 987live                                      |                                                                | TL01LE | 41     |            |
| León        | 987live Hit TV                               | Kiss FM Hit FM                                                 | TL02LE | 22     |            |
| Ponferrada  | Bierzo TV 987live Televisión de Galicia TVG2 | Onda Bierzo Radio Galega Son Galicia Radio Radio Galega Música | TL03LE | 33, 25 |            |

| Demarcación | Canales televisión | Canales radio  | Red   | Canal | Frecuencia |
| ----------- | ------------------ | -------------- | ----- | ----- | ---------- |
| Palencia    | Hit TV             | Kiss FM Hit FM | TL01P | 27    |            |

| Demarcación    | Canales televisión                      | Canales radio                  | Red    | Canal | Frecuencia |
| -------------- | --------------------------------------- | ------------------------------ | ------ | ----- | ---------- |
| Béjar          | Canal Béjar y Comarca Hit TV            | Kiss FM Hit FM                 | TL01SA |       |            |
| Ciudad Rodrigo | Televisión Ciudad Rodrigo Hit TV        | Kiss FM Hit FM                 | TL02SA |       |            |
| Salamanca      | Televisión Comarcal de Peñaranda Hit TV | Radio Peñaranda Kiss FM Hit FM | TL03SA |       |            |

| Demarcación | Canales televisión | Canales radio  | Red    | Canal | Frecuencia |
| ----------- | ------------------ | -------------- | ------ | ----- | ---------- |
| Segovia     | Hit TV             | Kiss FM Hit FM | TL01SG | 23    |            |

| Demarcación | Canales televisión   | Canales radio  | Red    | Canal | Frecuencia |
| ----------- | -------------------- | -------------- | ------ | ----- | ---------- |
| Soria       | Canal 9 Soria Hit TV | Kiss FM Hit FM | TL01SO | 26    |            |

| Demarcación  | Canales televisión                | Canales radio              | Red    | Canal | Frecuencia |
| ------------ | --------------------------------- | -------------------------- | ------ | ----- | ---------- |
| Medina Campo | Telemedina Canal 9                | Onda Medina                | TL01VA | 23    |            |
| Valladolid   | Telemedina Canal 9 987live Hit TV | Onda Medina Kiss FM Hit FM | TL02VA | 41    |            |

| Demarcación | Canales televisión | Canales radio                                                | Red    | Canal | Frecuencia |
| ----------- | --- | ------------------------------------------------------------ | ------ | ----- | ---------- |
| Benavente   | Televisión Benavente (Benavente y Los Valles) (A nivel nacional, TELEVISIÓN BENAVENTE también se conecta con LMTV) (Local Media TV), uno de los referentes de la televisión en España, garantizando calidad y profesionalismo en todos sus contenidos.) (CYSPRO MEDIA S.L.U.) | Onda Benavente (Benavente y Los Valles, CYSPRO MEDIA S.L.U.) | TL01ZA | 32    |            |
| Zamora      | Zamora TV (A nivel nacional, ZAMORA TV también se conecta con LMTV) (Local Media TV), uno de los referentes de la televisión en España, garantizando calidad y profesionalismo en todos sus contenidos.) (CYSPRO MEDIA S.L.U.) Hit TV                                         | Onda Zamora (CYSPRO MEDIA S.L.U.) Kiss FM Hit FM             | TL02ZA | 41    |            |

#### Cataluña
| Demarcación           | Canales televisión                                     | Canales radio                                                                                | Red                                                                                          | Canal | Frecuencia |         |
| --------------------- | ------------------------------------------------------ | -------------------------------------------------------------------------------------------- | -------------------------------------------------------------------------------------------- | ----- | ---------- | ------- |
| Barcelona             | betevé HD BDN-Badalona HD TV Hospitalet                | betevé 91.0 Radio Ciutat Badalona                                                            | TL01B                                                                                        | 26    | 514 MHz    |         |
| Barcelona             | Canal 4 HD ETV HD                                      | COOLTURA FM                                                                                  | TL10B                                                                                        | 48    | 690 MHz    |         |
| Cornellá de Llobregat | ETV HD                                                 | Vinilo FM E-Radio                                                                            | TL03B                                                                                        | 36    | 594 MHz    |         |
| Cornellá de Llobregat |                                                        |                                                                                              | TL11B                                                                                        | 46    | 674 MHz    |         |
| Granollers            | VO TV Vallès Visió                                     | Canal 4 HD                                                                                   | Ràdio Mollet RAP 107 Ràdio Montornès Ràdio Silenci Cooltura FM Ràdio Caldes Ràdio Granollers | TL02B | 40         | 626 MHz |
| Igualada              | 25 TV Canal Taronja                                    | Onda Rambla                                                                                  | TL04B                                                                                        | 37    | 602 MHz    |         |
| Manresa               | TV Berguedà Canal Taronja                              | Ràdio Manresa 40 Principals                                                                  | TL05B                                                                                        | 49    | 698 MHz    |         |
| Mataró                | Mataró TV Mar TV                                       | Mataró Ràdio                                                                                 | TL06B                                                                                        | 24    | 498 MHz    |         |
| Sabadell-Tarrasa      | Canal 4 HD Molahits TV HD TVSC Vallès HD Hit TV        | Digital Hits FM Amb2 FM Kiss FM Cooltura FM                                                  | TL07B                                                                                        | 39    | 618 MHz    |         |
| Sabadell-Tarrasa      | TV Sabadell-Vallès HD Canal Terrassa                   | Noucinc.2 Ràdio                                                                              | TL12B                                                                                        | 45    | 666 MHz    |         |
| Vich                  | TEVE.CAT HD Canal Taronja El 9 TV                      |                                                                                              | TL08B                                                                                        | 25    | 706 MHz    |         |
| Villanueva y Geltrú   | Penedès TV HD Canal Blau HD Terramar TV TV El Vendrell | Canal Blau Radio Ràdio Ribes Ràdio Cubelles Ràdio Vilafranca Ràdio Maricel Ràdio El Vendrell | TL09B                                                                                        | 30    | 546 MHz    |         |

| Demarcación | Canales televisión                       | Canales radio                        | Red    | Canal | Frecuencia |
| ----------- | ---------------------------------------- | ------------------------------------ | ------ | ----- | ---------- |
| Blanes      | Teve.cat HD                              | Nova Ràdio Lloret                    | TL01GI | 42    | 642 MHz    |
| Figueras    | Canal 10 Empordà Empordà TV              | Ràdio Digital Empordà Radio L'escala | TL02GI | 26    | 514 MHz    |
| Gerona      | Teve.cat HD Banyoles Televisió TV Girona | Digital Hits FM                      | TL03GI | 39    | 618 MHz    |
| Olot        | TV Ripollès Olot Televisió               | Ràdio Ripoll Ràdio Olot              | TL04GI | 51    | 714 MHz    |
| Palafrugell | TV Costa Brava                           | JOY FM JOY 24h Somreggae FM          | TL05GI | 25    | 506 MHz    |

| Demarcación         | Canales televisión           | Canales radio | Red   | Canal | Frecuencia |
| ------------------- | ---------------------------- | ------------- | ----- | ----- | ---------- |
| Balaguer            | Lleida TV TOT TV             |               | TL01L | 24    | 498 MHz    |
| Lérida              | Lleida TV TOT TV TEVE.CAT HD | Cooltura FM   | TL02L | 27    | 522 MHz    |
| Seo de Urgel        | Pirineus TV TOT TV           |               | TL03L | 33    | 570 MHz    |
| Viella y Medio Arán | Lleida TV                    |               | TL04L | 41    | 634 MHz    |

| Demarcación | Canales televisión                          | Canales radio | Red   | Canal | Frecuencia |
| ----------- | ------------------------------------------- | --- | ----- | ----- | ---------- |
| Reus        | Canal Reus HD                               | | TL01T | 32    | 562 MHz    |
| Tarragona   | TEVE.CAT HD TAC 12 HD Terramar Tarragona HD | Cooltura FM Altafulla Ràdio Tarragona Ràdio Ràdio Montblanc Ona La Torre Constantí Ràdio EFMR.cat Conca de Bàrbera | TL02T | 39    | 618 MHz    |
| Tortosa     | Canal TE HD Canal 21 Ebre HD TE24           | Imagina Ràdio | TL03T | 34    | 578 MHz    |

#### Ceuta
| Demarcación | Canales televisión          | Canales radio     | Red    | Canal | Frecuencia |
| ----------- | --------------------------- | ----------------- | ------ | ----- | ---------- |
| Ceuta       | Radio TV de Ceuta Canal Sur | Radio TV de Ceuta | TL01CE | 37    | 602 MHz    |

#### Comunidad de Madrid
| Demarcación                 | Canales televisión                                                                                               | Canales radio                  | Red   | Canal | Frecuencia |
| --------------------------- | --- | ------------------------------ | ----- | ----- | ---------- |
| Alcalá de Henares           | 8Madrid Enlace TBN                                                                                               |                                | TL01M | 46    | 674 MHz    |
| Alcobendas                  | 8Madrid 13TV Madrid Enlace TBN                                                                                   |                                | TL02M | 27    | 714 MHz    |
| Aranjuez                    | 8Madrid Hit TV                                                                                                   |                                | TL03M | 21    | 474 MHz    |
| Collado Villalba            | 8Madrid 13TV Madrid Hit TV                                                                                       |                                | TL04M | 29    | 538 MHz    |
| Fuenlabrada                 | 8Madrid Enlace TBN Libertad Digital TV                                                                           |                                | TL05M | 42    | 642 MHz    |
| Madrid                      | 8Madrid 13TV Madrid Hit TV Intereconomía TV CGTN-Español Canal Galería                                           | COPE Cadena 100 Kiss FM Hit FM | TL06M | 39    | 618 MHz    |
| Madrid                      | 8Madrid La Tienda en Casa Enlace TBN Libertad Digital TV Botopro BuenaCompra TV Déjate de Historias TV Canal Red |                                | TL07M | 48    | 706 MHz    |
| Móstoles                    | 8Madrid Enlace TBN 13TV Madrid                                                                                   | Rock FM Cadena 100             | TL08M | 30    | 546 MHz    |
| Pozuelo de Alarcón          | 8Madrid 13TV Madrid Hit TV                                                                                       |                                | TL09M | 24    | 498 MHz    |
| San Martín de Valdeiglesias | 8Madrid |                                | TL10M | 43    | 714 MHz    |
| Soto del Real               | 8Madrid |                                | TL11M | 35    | 586 MHz    |

#### Comunidad Valenciana
| Demarcación         | Canales televisión                               | Canales radio                | Red   | Canal | Frecuencia |
| ------------------- | ------------------------------------------------ | ---------------------------- | ----- | ----- | ---------- |
| Alcoy               | Información TV TV Intercomarcal tvA              |                              | TL01A | 48    | 754 MHz    |
| Alicante            | Alacantí TV 12TV TV Intercomarcal Información TV |                              | TL02A | 21    | 474 MHz    |
| Benidorm            | Información TV Punt B 8 La Marina                |                              | TL03A | 27    | 522 MHz    |
| Denia               | TV Comarcal 8 La Marina Tele 7 Calderona         |                              | TL04A | 47    | 682 MHz    |
| Elche               | Información TV Elche 7 TV TeleElx                | SER Radio Elche Los 40 Elche | TL05A | 43    | 666 MHz    |
| Elda                | UNE Vinalopó TV Intercomarcal                    |                              | TL06A | 24    | 546 MHz    |
| Orihuela-Torrevieja | TV Vega Baja Comarca TV                          | Radio Vega Baja              | TL07A | 46    | 738 MHz    |

| Demarcación         | Canales televisión                                            | Canales radio | Red    | Canal | Frecuencia |
| ------------------- | ------------------------------------------------------------- | ------------- | ------ | ----- | ---------- |
| Castellón           | TV de Castelló HD Medi TV HD Teve4 Vila-Real Veteve Vila-Real |               | TL01CS | 42    | 708 MHz    |
| Morella             | TV de Castelló Medi TV Nord                                   |               | TL02CS | 37    | 602 MHz    |
| Vall de Uxó-Segorbe | Teve4 La Vall                                                 |               | TL03CS | 47    | 690 MHz    |
| Vinaroz             | TV de Castelló TVU Vinaroz Canal 56                           |               | TL04CS | 44    | 730 MHz    |

| Demarcación       | Canales televisión                    | Canales radio                                                    | Red   | Canal | Frecuencia |
| ----------------- | ------------------------------------- | ---------------------------------------------------------------- | ----- | ----- | ---------- |
| Alcira            | Ribera Televisió Sucro TV             |                                                                  | TL01V | 44    | 658 MHz    |
| Gandía            | Gandia TV TV Comarcal Safor TeleSafor | SER Gandia SER+ Safor 40 Gandia Cadena Dial Máxima FM M80 Gandia | TL02V | 26    | 514 MHz    |
| Onteniente-Játiva | TV Comarcal MK TV                     |                                                                  | TL03V | 45    | 666 MHz    |
| Sagunto           | Teve 4                                |                                                                  | TL04V | 36    | 594 MHz    |
| Torrente          | Canal 7 Televalencia Horta Televisió  |                                                                  | TL07V | 27    | 586 MHz    |
| Valencia          | València Televisió Levante TV         | 97.7 Valencia                                                    | TL06V | 37    | 490 MHz    |
| Utiel-Requena     |                                       |                                                                  | TL05V | 38    | 610 MHz    |

#### Extremadura
| Demarcación         | Canales televisión                          | Canales radio | Red    | Canal | Frecuencia |
| ------------------- | ------------------------------------------- | ------------- | ------ | ----- | ---------- |
| Almendralejo        | Consorcio Almendralejo TV                   |               | TL01B  | 44    | 738 MHz    |
| Azuaga              |                                             |               | TL02BA | 43    | 714 MHz    |
| Badajoz             |                                             |               | TL03BA | 37    | 634 MHz    |
| Castuera            |                                             |               | TL04BA | 23    | 490 MHz    |
| Don Benito          | 9TV Nuestra Comarca                         |               | TL05BA | 22    | 482 MHz    |
| Herrera del Duque   |                                             |               | TL06BA | 44    | 658 MHz    |
| Mérida              | Televisión Extremeña Vía Extremadura TV K30 |               | TL07BA | 48    | 546 MHz    |
| Navalvillar de Pela |                                             |               | TL08BA | 40    | 626 MHz    |
| Zafra               | RTV Zafra TeleZafra                         |               | TL09BA | 37    | 602 MHz    |

| Demarcación           | Canales televisión        | Canales radio  | Red    | Canal | Frecuencia |
| --------------------- | ------------------------- | -------------- | ------ | ----- | ---------- |
| Cáceres               |                           |                | TL01CC | 43    | 650 MHz    |
| Coria                 |                           |                | TL02CC | 48    | 690 MHz    |
| Jaraíz de la Vera     |                           |                | TL03CC | 22    | 474 MHz    |
| Miajadas              | TV Miajadas Comarcalia TV | Radio Miajadas | TL04CC | 43    | 770 MHz    |
| Navalmoral de la Mata | TelePlasencia             |                | TL05CC | 32    | 562 MHz    |
| Plasencia             | Vía Plata TV              |                | TL06CC | 28    | 530 MHz    |
| Trujillo              |                           |                | TL07CC | 30    | 546 MHz    |
| Valencia de Alcántara |                           |                | TL08CC | 48    | 690 MHz    |

#### Galicia
| Demarcación                 | Canales televisión    | Canales radio | Red   | Canal | Frecuencia |
| --------------------------- | --------------------- | ------------- | ----- | ----- | ---------- |
| Puentes de García Rodríguez | RTV Eume Canal Vía TV |               | TL07C | 24    | 498 MHz    |
| Carballo                    |                       |               | TL01C | 37    | 722 MHz    |
| Ferrol                      | Ferrol TV             |               | TL03C | 34    | 578 MHz    |
| La Coruña                   |                       |               | TL02C | 31    | 554 MHz    |
| Ribeira                     |                       |               | TL04C | 27    | 522 MHz    |
| Santiago de Compostela      |                       |               | TL05C | 23    | 490 MHz    |
| Vimianzo                    | Canal Vía TV          |               | TL06C | 43    | 714 MHz    |

| Demarcación       | Canales televisión     | Canales radio | Red    | Canal | Frecuencia |
| ----------------- | ---------------------- | ------------- | ------ | ----- | ---------- |
| Chantada          | TeleVinte Canal Vía TV |               | TL01LU | 29    | 722 MHz    |
| Lugo              | Telelugo               |               | TL02LU | 46    | 674 MHz    |
| Monforte de Lemos |                        |               | TL03LU | 30    | 698 MHz    |
| Villalba          |                        |               | TL04LU | 29    | 538 MHz    |
| Vivero            |                        |               | TL05LU | 40    | 626 MHz    |

| Demarcación            | Canales televisión | Canales radio | Red    | Canal | Frecuencia |
| ---------------------- | ------------------ | ------------- | ------ | ----- | ---------- |
| El Barco de Valdeorras |                    |               | TL01OU | 45    | 754 MHz    |
| Carballino             |                    |               | TL02OU | 27    | 506 MHz    |
| Orense                 | Telemiño Auria TV  |               | TL03OU | 23    | 714 MHz    |
| Verín                  |                    |               | TL04OU | 34    | 698 MHz    |

| Demarcación          | Canales televisión               | Canales radio | Red    | Canal | Frecuencia |
| -------------------- | -------------------------------- | ------------- | ------ | ----- | ---------- |
| Lalín                | Nós TV                           |               | TL01PO | 30    | 746 MHz    |
| Puenteareas          | Canal Vía TV Nos TV              | Vía Radio     | TL02PO | 35    | 586 MHz    |
| Pontevedra           | Vía Pontevedra Canal Rías Baixas |               | TL03PO | 29    | 538 MHz    |
| Vigo                 | Televigo Hermes/Inter            | Radio Vigo    | TL04PO | 34    | 578 MHz    |
| Villagarcía de Arosa | Canal Rias Baixas                |               | TL05PO | 47    | 682 MHz    |

#### La Rioja
| Demarcación | Canales televisión | Canales radio | Red    | Canal | Frecuencia |
| ----------- | ------------------ | ------------- | ------ | ----- | ---------- |
| Calahorra   |                    |               | TL01LO | 22    | MHz        |
| Haro        |                    |               | TL02LO | 26    |            |
| Logroño     |                    |               | TL03LO | 42    |            |

#### Melilla
| Demarcación | Canales televisión                          | Canales radio | Red    | Canal | Frecuencia |
| ----------- | ------------------------------------------- | ------------- | ------ | ----- | ---------- |
| Melilla     | TV Melilla Popular TV Canal Sur Canal Sur 2 |               | TL01ME | 43    | 650 MHz    |

#### Murcia
| Demarcación         | Canales televisión                              | Canales radio  | Red    | Canal | Frecuencia |
| ------------------- | ----------------------------------------------- | -------------- | ------ | ----- | ---------- |
| Caravaca de la Cruz |                                                 |                | TL01MU | 47    | 682 MHz    |
| Cartagena           |                                                 |                | TL02MU | 47    | 754 MHz    |
| Cieza               |                                                 |                | TL03MU | 31    | 554 MHz    |
| Lorca               | Comarcal TV TBN Enlace GTM Televisión           |                | TL04MU | 37    | 618 MHz    |
| Molina de Segura    | Thader TV                                       | Radio Compañía | TL05MU | 48    | 754 MHz    |
| Murcia              | TBN Enlace La Opinión TV GTM Televisión         |                | TL06MU | 26    | 514 MHz    |
| Torre-Pacheco       | Canal 1 Mar Menor GTM Televisión Canal 8 Murcia |                | TL07MU | 40    | 714 MHz    |
| Yecla               |                                                 |                | TL08MU | 28    | 530 MHz    |

#### Navarra
| Demarcación | Canales televisión                                           | Canales radio | Red    | Canal | Frecuencia |
| ----------- | ------------------------------------------------------------ | ------------- | ------ | ----- | ---------- |
| Estella     | ETB 3                                                        |               | TL01NA | 24    | 498 MHz    |
| Pamplona    | ETB 3 Hamaika Telebista Iruindarra Telebista Xaloa Telebista |               | TL02NA | 39    | 610 MHz    |
| Sangüesa    | ETB 3                                                        |               | TL03NA | 45    | 666 MHz    |
| Tafalla     | ETB 3 Zona Media TV 30 TV                                    |               | TL04NA | 31    | 554 MHz    |
| Tudela      | ETB 3                                                        |               | TL05NA | 39    | 618 MHz    |

#### País Vasco
| Demarcación | Canales televisión              | Canales radio | Red    | Canal | Frecuencia |
| ----------- | ------------------------------- | ------------- | ------ | ----- | ---------- |
| Llodio      | TeleVitoria Álava 7 TV          |               | TL01VI | 41    | 634 MHz    |
| Vitoria     | Álava 7 TV VTV Hamaika Global 7 |               | TL02VI | 42    | 754 MHz    |

| Demarcación   | Canales televisión                            | Canales radio | Red    | Canal | Frecuencia |
| ------------- | --------------------------------------------- | ------------- | ------ | ----- | ---------- |
| Beasáin       | Teledonosti Goierri Telebista Urola Telebista |               | TL01SS | 33    | 570 MHz    |
| Éibar         | Teledonosti Hamaika TeleDonostia              |               | TL02SS | 34    | 578 MHz    |
| Irún          | Teledonosti Hamaika TeleDonostia Global 7     |               | TL07SS | 29    | 538 MHz    |
| Mondragón     | Goitb Teledonosti                             |               | TL03SS | 25    | 722 MHz    |
| San Sebastián | Teledonosti Hamaika Global 7                  |               | TL04SS | 23    | 490 MHz    |
| Tolosa        | Teledonosti 28 Kanala                         |               | TL05SS | 24    | 498 MHz    |
| Zarauz        | Teledonosti Erlo Telebista uk4                |               | TL06SS | 35    | 586 MHz    |

| Demarcación | Canales televisión                       | Canales radio         | Red    | Canal | Frecuencia |
| ----------- | ---------------------------------------- | --------------------- | ------ | ----- | ---------- |
| Baracaldo   | TeleBilbao Hamaika Tele 7 Bizkaia TV     | Radio 7 Radio Nervión | TL01BI | 31    | 554 MHz    |
| Bermeo      | Bizkaia TV Oizmendi Telebista TeleBilbao |                       | TL02BI | 37    | 602 MHz    |
| Bilbao      | TeleBilbao Bizkaia TV Tele 7 Hamaika     | Radio Nervión         | TL03BI | 23    | 490 MHz    |
| Durango     | Bizkaia TV Hamaika TeleBilbao            |                       | TL04BI | 46    | 674 MHz    |
| Guecho      | Tele 7 Hamaika TeleBilbao Bizkaia TV     | Radio 7 Radio Nervión | TL06BI | 48    | 690 MHz    |
| Mungia      | Bizkaia TV                               |                       | TL05BI | 34    | 706 MHz    |

### Canales del tercer sector
Los denominados canales del tercer sector, son los canales que el Senado reconoció como históricos de proximidad, los cuales tienen un interés cultural, educativo, étnico o social en una comunidad determinada.
Para acceder a esta calificación, la entidad responsable de este canal no puede ser titular directo o indirecto de ninguna concesión de televisión de cualquier cobertura. Además tienen prohibida la publicidad y la teletienda, no así los patrocinios en los programas.
Con esta calificación, el Gobierno esperó que una veintena de canales, entre los que se encuentran la decana TV Cardedeu y las madrileñas Tele K y Canal 33, recibieran una concesión para su emisión en TDT antes del apagón ya efectuado.
A la espera de la regulación definitiva de estas cadenas, la Generalidad de Cataluña ha concedido permiso a Vilassar TV para emitir exclusivamente, en el término municipal de Vilasar de Mar, ya que es una de las cadenas que reúne las condiciones impuestas por el Senado, junto con la ya nombrada TV Cardedeu y las locales de Vilanova del Vallés (TV Vilanova) y Vilanova del Camí (TVVilanova).

## Canales ilegales
Además de los canales autonómicos y locales, en algunas zonas emiten canales "piratas" que no tienen licencia. Generalmente emiten tarot o música durante el día, y espacios eróticos que son extraídos de películas pornográficas, a las cuales se inserta música de fondo para tapar la voz. Realizan promoción a teléfonos 803, destinados a servicios para adultos. 
Estos canales suelen identificarse con el nombre "Data Test" y una letra del alfabeto. 

## Análisis de audiencias
El análisis de audiencias en España es gestionado actualmente por Sofres Audiencia de Medios, filial de la internacional Taylor Nelson Sofres a través del sistema de audímetros.
Este sistema nació en 1986 cuando Radio Televisión Española decidió que el sistema del Estudio General de Medios estaba anticuado y debía modernizarse, ya que este era un estudio trimestral y por encuestas, y RTVE aspiraba a usar el sistema estándar de Europa. Estos datos, que en un principio iban a ser de consideración interna, los canales autonómicos presionaron para que los datos fueran públicos. Así en marzo de 1986, RTVE eligió a ECOTEL para este estudio.
Años más tarde, en 1989 nace Media Control, propiedad de Sofres, que aspiraba a ser competencia directa de ECOTEL, justo cuando en España iban a comenzar los nuevos canales de televisión terrestre. La convivencia fue insostenible, ante la disparidad de datos usando los mismos sistemas, y en abril de 1993 Media Control absorbió a ECOTEL y se formó la actual Sofres Audiencia de Medios, que desde ese momento mide las audiencias televisivas nacionales, sin competencia.
Si bien, en 2000 Infortécnica creó el Portal de la Audiencia, un estudio para medios locales mucho más pormenorizado que el de Sofres, el cual no pormenorizan resultados locales o municipales con un grado de fiabilidad aceptable.
A continuación se detallan las audiencias anuales (share) de las principales cadenas nacionales:
| Año  | La 1  | La 2  | Antena 3 | Cuatro (Canal+) | Telecinco | La Sexta | FORTA |
| ---- | ----- | ----- | -------- | --------------- | --------- | -------- | ----- |
| 1990 | 52,3% | 20,2% | 3,8% a   | 0,3% b          | 6,5% c    | -        | 16,4% |
| 1991 | 43,5% | 14,2% | 10,1%    | 0,9%            | 15,9%     | -        | 15,5% |
| 1992 | 32,6% | 12,9% | 14,7%    | 1,7%            | 20,8%     | -        | 16,5% |
| 1993 | 29,8% | 9,6%  | 21,1%    | 1,9%            | 21,4%     | -        | 15,6% |
| 1994 | 27,6% | 9,8%  | 25,7%    | 1,9%            | 21,4%     | -        | 15,6% |
| 1995 | 27,6% | 9,2%  | 26,0%    | 2,3%            | 18,5%     | -        | 15,4% |
| 1996 | 26,9% | 9,0%  | 25,0%    | 2,2%            | 20,2%     | -        | 15,4% |
| 1997 | 25,1% | 8,9%  | 22,7%    | 2,5%            | 21,5%     | -        | 17,4% |
| 1998 | 25,5% | 8,8%  | 22,7%    | 2,3%            | 20,3%     | -        | 17,2% |
| 1999 | 24,9% | 8,0%  | 22,6%    | 2,3%            | 21,0%     | -        | 17,0% |
| 2000 | 24,5% | 7,9%  | 21,4%    | 2,1%            | 22,3%     | -        | 17,3% |
| 2001 | 24,9% | 7,8%  | 20,3%    | 2,3%            | 21,0%     | -        | 17,5% |
| 2002 | 24,7% | 7,7%  | 20,2%    | 2,0%            | 20,2%     | -        | 17,7% |
| 2003 | 23,4% | 7,2%  | 19,5%    | 2,4%            | 21,4%     | -        | 18,4% |
| 2004 | 21,4% | 6,9%  | 20,8%    | 2,1%            | 22,1%     | -        | 17,5% |
| 2005 | 19,6% | 5,8%  | 21,3%    | 0,8% d          | 22,3%     | -        | 17,6% |
| 2006 | 18,2% | 4,9%  | 19,4%    | 6,4%            | 21,3%     | 1,8% e   | 15,4% |
| 2007 | 17,2% | 4,6%  | 17,4%    | 7,7%            | 20,3%     | 4,0%     | 14,7% |
| 2008 | 16,9% | 4,5%  | 16,0%    | 8,6%            | 18,1%     | 5,5%     | 14,4% |
| 2009 | 16,4% | 3,8%  | 14,7%    | 8,3%            | 15,1%     | 6,8%     | 13,7% |
| 2010 | 16%   | 3,1%  | 11,7%    | 7,0%            | 14,9%     | 6,6%     | 11,2% |
| 2011 | 14,6% | 2,6%  | 11,5%    | 6,1%            | 14,2%     | 5,2%     | 10,4% |
| 2012 | 12,2% | 2,5%  | 12,5%    | 6,0%            | 13,9%     | 4,9%     | 9,7%  |
| 2013 | 10,2% | 2,4%  | 13,4%    | 6,0%            | 13,5%     | 6,0%     | 8,6%  |
| 2014 | 10,0% | 2,8%  | 13,6%    | 6,7%            | 14,5%     | 7,2%     | 8,0%  |
| 2015 | 9,8%  | 2,9%  | 13,5%    | 7,2%            | 14,8%     | 7,4%     | 7,5%  |
| 2016 | 10,1% | 2,6%  | 12,8%    | 6,5%            | 14,4%     | 7,1%     | 7,4%  |
| 2017 | 10,4% | 2,6%  | 12,3%    | 6,1%            | 13,3%     | 6,7%     | 7,6%  |
| 2018 | 10,4% | 2,7%  | 12,3%    | 6,0%            | 14,1%     | 6,9%     | 7,9%  |
| 2019 | 9,4%  | 2,7%  | 11,7%    | 5,3%            | 14,8%     | 7,0%     | 8,2%  |
| 2020 | 9,4%  | 2,8%  | 11,8%    | 5,4%            | 14,6%     | 7,0%     | 8,2%  |
| 2021 | 8,8%  | 2,9%  | 13,8%    | 5,3%            | 14,9%     | 6,4%     | 8,4%  |
| 2022 | 9,1%  | 3,0%  | 13,9%    | 5,1%            | 12,3%     | 6,1%     | 8,4%  |
| 2023 | 9,7%  | 2,9%  | 13,3%    | 5,2%            | 10,4%     | 6,3%     | 8,4%  |
| 2024 | 10,5% | 2,8%  | 12,6%    | 5,5%            | 9,8%      | 6,4%     | 8,1%  |

a: Antena 3 empezó a emitir el 25 de enero de 1990.

b: Canal+ empezó a emitir el 14 de septiembre de 1990.

c: Telecinco empezó a emitir el 3 de marzo de 1990.

d: Cuatro sustituyó a Canal+ el 7 de noviembre de 2005.

e: La Sexta empezó a emitir el 27 de marzo de 2006, si bien no se midieron sus audiencias hasta el 1 de abril de 2006.

A continuación se detallan las audiencias anuales de las principales cadenas generalistas y temáticas de TDT desde 2005:
| Año  | Neox  | Nova   | Nitro | Telehit Hogar 10 Gol T Mega | Atreseries | La Sexta 2 Xplora | La Sexta 3 | Telecinco Estrellas FDF | Telecinco Sport Telecinco 2 La Siete | Cincoshop | Boing | CNN+ GH 24 Divinity | 40 Latino Canal+ 2 Energy | Promo TV Canal Club LTC Nueve | Be Mad | 24h    | Clan | tdp   |
| ---- | ----- | ------ | ----- | --------------------------- | ---------- | ----------------- | ---------- | ----------------------- | ------------------------------------ | --------- | ----- | ------------------- | ------------------------- | ----------------------------- | ------ | ------ | ---- | ----- |
| 2005 | 0,05% | 0,015% | -     | -                           | -          | -                 | -          | 0,005%                  | 0,035%                               | -         | -     | 0,05%               | 0,05%                     | -                             | -      | 0,05%  | 0,1% | 0,05% |
| 2006 | 0,1%  | 0,05%  | -     | 0,1%                        | -          | -                 | -          | 0,015%                  | 0,075%                               | -         | -     | 0,1%                | 0,15%                     | -                             | -      | 0,075% | 0,2% | 0,1%  |
| 2007 | 0,2%  | 0,1%   | -     | 0,1%t                       | -          | -                 | -          | 0,1%                    | 0,1%                                 | -         | -     | 0,2%                | 0,2%                      | -                             | -      | 0,1%   | 0,5% | 0,2%  |
| 2008 | 0,6%  | 0,3%   | -     | 0,15%                       | -          | -                 | -          | 0,2%l                   | 0,2%m                                | 0,0%      | -     | 0,2%                | 0,2%                      | 0,0%                          | -      | 0,2%   | 0,6% | 0,4%  |
| 2009 | 1,2%  | 0,6%   | -     | GolTu                       | -          | -                 | -          | 0,5%                    | 0,6%n                                | 0,0%      | -     | 0,3%                | 0,2%                      | 0.0%v                         | -      | 0,4%   | 1,4% | 0,6%  |
| 2010 | 2,5%  | 1,5%   | 1,2%  | GolT                        | -          | 0,3%              | 0,4%       | 1,9%                    | 1,4%                                 | 0,0%      | 0,7%  | 0,6%ñ               | 0,2%p                     | 0,0%                          | -      | 0,7%   | 3,2% | 1,1%  |
| 2011 | 2,7%  | 1,5%   | 1,4%  | GolT                        | -          | 0,5%              | 1,4%       | 2,6%                    | 1,5%                                 | -         | 1,1%  | 0,7%o               | Canal+2                   | 0,0%q                         | -      | 0,9%   | 3,2% | 1,0%  |
| 2012 | 2,6%  | 1,6%   | 1,5%  | GolT                        | -          | 1,3%k             | 1,5%       | 2,9%                    | 1,4%                                 | -         | 1,7%  | 1,4%                | 0,9%e                     | 0,0%                          | -      | 0,9%   | 2,5% | 0,8%  |
| 2013 | 2,3%  | 2,1%   | 1,7%  | GolT                        | -          | 1,7%              | 1,6%       | 2,9%                    | 1,2%                                 | -         | 1,8%  | 1,8%                | 1,2%                      | 0,7%h                         | -      | 0,8%   | 2,3% | 0,9%  |
| 2014 | 2,6%  | 2,5%   | 0,6%i | GolT                        | -          | 0,6%i             | 0,6%i      | 3,5%                    | 0,3%i                                | -         | 1,7%  | 2,1%                | 1,5%                      | 0,3%i                         | -      | 0,8%   | 2,3% | 0,9%  |
| 2015 | 2,6%  | 2,4%   | -     | 2,0%j                       | 0,5%       | -                 | -          | 3,6%                    | -                                    | -         | 1,6%  | 2,3%                | 1,6%                      | -                             | -      | 0,9%   | 2,4% | 0,9%  |
| 2016 | 2,5%  | 2,2%   | -     | 1,8%                        | 0,8%       | -                 | -          | 3,2%                    | -                                    | -         | 1,5%  | 2,3%                | 1,9%                      | -                             | 0,6%   | 0,9%   | 2,2% | 0,9%  |
| 2017 | 2,5%  | 2,2%   | -     | 1,8%                        | 1,2%       | -                 | -          | 3,1%                    | -                                    | -         | 1,4%  | 2,2%                | 2,0%                      | -                             | 0,6%   | 1,0%   | 2,0% | 0,7%  |
| 2018 | 2,4%  | 2,4%   | -     | 1,6%                        | 1,2%       | -                 | -          | 2,9%                    | -                                    | -         | 1,3%  | 2,0%                | 1,9%                      | -                             | 0,6%   | 0,9%   | 1,8% | 0,6%  |
| 2019 | 2,4%  | 2,2%   | -     | 1,5%                        | 1,4%       | -                 | -          | 2,8%                    | -                                    | -         | 1,1%  | 1,9%                | 2,4%                      | -                             | 0,5%   | 0,9%   | 1,9% | 0,6%  |
| 2020 | 2,0%  | 2,5%   | -     | 1,5%                        | 1,5%       | -                 | -          | 2,6%                    | -                                    | -         | 1,1%  | 1,9%                | 2,3%                      | -                             | 0,7%   | 1,1%   | 1,6% | 0,5%  |
| 2021 | 1,8%  | 2,4%   | -     | 1,4%                        | 1,4%       | -                 | -          | 2,4%                    | -                                    | -         | 1,0%  | 1,9%                | 2,1%                      | -                             | 0,6%   | 1,0%   | 1,2% | 0,6%  |
| 2022 | 1,8%  | 2,3%   | -     | 1,4%                        | 1,7%       | -                 | -          | 2,6%                    | -                                    | -         | 0,9%  | 2,1%                | 2,5%                      | -                             | 0,7%   | 1,1%   | 0,9% | 0,6%  |
| 2023 | 2,0%  | 2,0%   | -     | 1,5%                        | 1,8%       | -                 | -          | 2,6%                    | -                                    | -         | 0,9%  | 2,2%                | 3,0%                      | -                             | 1,4%   | 1,1%   | 0,9% | 0,7%  |
| 2024 | 1,9%  | 2,1%   | -     | 1,5%                        | 2,0%       | -                 | -          | 2,6%                    | -                                    | -         | 0,8%  | 1,9%                | 2,4%                      | -                             | 1,8%   | 1,1%   | 0,8% | 0,7%  |

| Año  | La 10 Paramount Channel Paramount Network | Net TV Intereconomía | MTV    | Fly Music Disney Channel Squirrel | Veo Televisión DMAX | Tienda en Veo | Trece | Marca TV | Sony TV AXN | TEN  | DKISS | Real Madrid TV | Gol Play Veo7 |
| ---- | ----------------------------------------- | -------------------- | ------ | --------------------------------- | ------------------- | ------------- | ----- | -------- | ----------- | ---- | ----- | -------------- | ------------- |
| 2005 | -                                         | 0,005%               | -      | 0,02%                             | 0,02%               | -             | -     | -        | -           | -    | -     | -              | -             |
| 2006 | -                                         | 0,05%                | -      | 0,04%                             | 0,03%               | 0,0%          | -     | -        | 0,1%        | -    | -     | -              | -             |
| 2007 | -                                         | 0,1%                 | -      | 0,1%                              | 0,1%                | 0,0%          | -     | -        | 0,1%        | -    | -     | -              | -             |
| 2008 | -                                         | 0,2%b                | -      | 0,4%r                             | 0,2%                | 0,0%          | -     | -        | 0,2%        | -    | -     | -              | -             |
| 2009 | -                                         | 0,5%                 | -      | 1,4%                              | 0,3%                | 0,0%          | -     | -        | 0,3%        | -    | -     | -              | -             |
| 2010 | 0,3%a                                     | 1,1%                 | 0,35%  | 2,1%                              | 0,8%c               | 0,0%          | 0,1%d | 0,4%     | AXNs        | -    | -     | -              | -             |
| 2011 | 0,5%                                      | 1,4%                 | 0,55%  | 1,65%                             | 0,37%               | -             | 0,5%  | 0,8%     | AXN         | -    | -     | -              | -             |
| 2012 | 1,1%g                                     | 1,2%                 | 0,7%   | 1,6%                              | 1,3%f               | -             | 1,0%  | 0,9%     | AXN         | -    | -     | -              | -             |
| 2013 | 1,4%                                      | 0,9%                 | 0,6%   | 1,5%                              | 1,6%                | -             | 1,3%  | 0,95%i   | AXN         | -    | -     | -              | -             |
| 2014 | 1,9%                                      | 0,1%i                | 0,05%i | 1,5%                              | 2,1%                | -             | 1,6%  | -        | AXNi        | -    | -     | -              | -             |
| 2015 | 2,0%                                      | -                    | -      | 1,4%                              | 2,1%                | -             | 2,0%  | -        | -           | -    | -     | -              | -             |
| 2016 | 1,8%                                      | -                    | -      | 1,1%                              | 1,9%                | -             | 2,0%  | -        | -           | 0,3% | 0,4%  | 0,2%           | 0,2%          |
| 2017 | 1,9%                                      | -                    | -      | 1,2%                              | 1,6%                | -             | 2,1%  | -        | -           | 0,4% | 0,9%  | 0,4%           | 1,0%          |
| 2018 | 1,8%                                      | -                    | -      | 1,2%                              | 1,7%                | -             | 2,0%  | -        | -           | 0,3% | 0,8%  | 0,3%           | 1,0%          |
| 2019 | 1,9%                                      | -                    | -      | 1,1%                              | 1,7%                | -             | 2,1%  | -        | -           | 0,4% | 0,9%  | 0,3%           | 1,1%          |
| 2020 | 1,8%                                      | -                    | -      | 0,8%                              | 1,7%                | -             | 2,3%  | -        | -           | 0,4% | 1,0%  | 0,3%           | 0,8%          |
| 2021 | 1,7%                                      | -                    | -      | 0,6%                              | 1,6%                | -             | 2,2%  | -        | -           | 0,7% | 1,1%  | 0,4%           | 1,0%          |
| 2022 | 1,6%                                      | -                    | -      | 0,6%                              | 1,6%                | -             | 2,2%  | -        | -           | 0,8% | 1,2%  | 0,5%           | 1,1%          |
| 2023 | 1,4%                                      | -                    | -      | 0,7%                              | 1,6%                | -             | 2,0%  | -        | -           | 0,9% | 1,2%  | 0,6%           | 1,0%          |
| 2024 | 1,5%                                      | -                    | -      | 0,7%                              | 1,7%                | -             | 1,9%  | -        | -           | 1,3% | 1,3%  | 0,6%           | 0,9%          |

a: La 10 empezó sus emisiones en 2010 en varias autonomías como rival de FORTA, pero desde septiembre del mismo año pasó a emitir a nivel nacional. El canal cesó sus emisiones el 1 de enero de 2012 para dar paso a Paramount Channel el 30 de marzo de 2012 tras un período de Teletienda.

b: Net TV finalizó sus emisiones el 3 de marzo de 2008, para dar paso a Intereconomía, empezó como una de las grandes cadenas nacionales generalistas en 2008. El canal cesó sus emisiones el 13 de febrero de 2014 para dar paso a La Tienda en Casa el 14 de febrero de 2014.

c: Veo Televisión empezó como una de las grandes cadenas nacionales generalistas en 2010 tras el apagón analógico. Asimismo, cesó sus emisiones temporalmente el 1 de julio de 2011 hasta su vuelta el 12 de septiembre del mismo año. El canal cesó sus emisiones el 1 de enero de 2012 por Discovery Max.

d: 13 TV empezó como una de las grandes cadenas nacionales generalistas en 2010 tras la reasignación de frecuencias por parte del gobierno.

e:Energy empezó como una cadena nacional temática en 2012 utilizando la frecuencia de Canal+ 2 tras su cierre en TDT para emitir exclusivamente en la plataforma de televisión por satélite Canal+.

f: Discovery Max empezó como una cadena nacional temática en 2012 a través de la frecuencia de Veo Televisión tras su cierre.

g: Paramount Channel empezó como una cadena nacional temática en 2012 a través de la frecuencia de La 10 tras su cierre y, desde el 10 de junio de 2018, cambió su marca por la de Paramount Network.

h: Nueve empezó como una cadena nacional temática en 2013 a través de la frecuencia que ocupaba La Tienda en Casa en un múltiplex de Mediaset España.

i: Nitro, Xplora, laSexta3, LaSiete, Nueve, Intereconomía, MTV, La Tienda en Casa y AXN cesaron sus emisiones en TDT entre el 7 de febrero y el 6 de mayo de 2014, como consecuencia de una sentencia del Tribunal Supremo de Justicia que anuló sus concesiones de emisión por haber sido otorgadas sin el preceptivo concurso público que rige la Ley del Audiovisual.

j: Mega empezó como una cadena nacional temática en 2015 a través de la frecuencia que ocupaba Gol Televisión en un múltiplex de Atresmedia.

k: Xplora empezó sus emisiones en 2012 en sustitución de La Sexta 2.

l: FDF empezó sus emisiones en 2008 en sustitución de Telecinco Estrellas.

m: Telecinco 2 empezó sus emisiones en 2008 en sustitución de Telecinco Sport.

n: La Siete empezó sus emisiones en 2009 en sustitución de Telecinco 2.

ñ: GH 24 empezó sus emisiones en 2010 tras el cierre después de 12 años en antena de CNN+.

o: Divinity empezó sus emisiones en 2011 en sustitución de GH 24.

p: Canal+ 2 comenzó sus emisiones el 23 de agosto de 2010 en sustitución de 40 Latino.

q: La Tienda en Casa sustituyó a Canal Club el 1 de abril del 2011. El canal continuó sus emisiones hasta el 31 de diciembre de 2012, cuando fue sustituido por Nueve.

r: Disney Channel comenzó sus emisiones en 2008 en sustitución de Fly Music.

s: Sony TV cesó sus emisiones en abierto el 1 de mayo de 2010 para dar paso a AXN en la TDT de pago.

t: Hogar 10 comenzó sus emisiones el 31 de julio de 2007 en sustitución de Telehit.

u: Gol Television comenzó sus emisiones el 14 de agosto de 2009 en sustitución de Hogar 10.

v: Promo TV cedió su espacio a Canal Club el 1 de junio de 2009.